# Бронепалубний крейсер

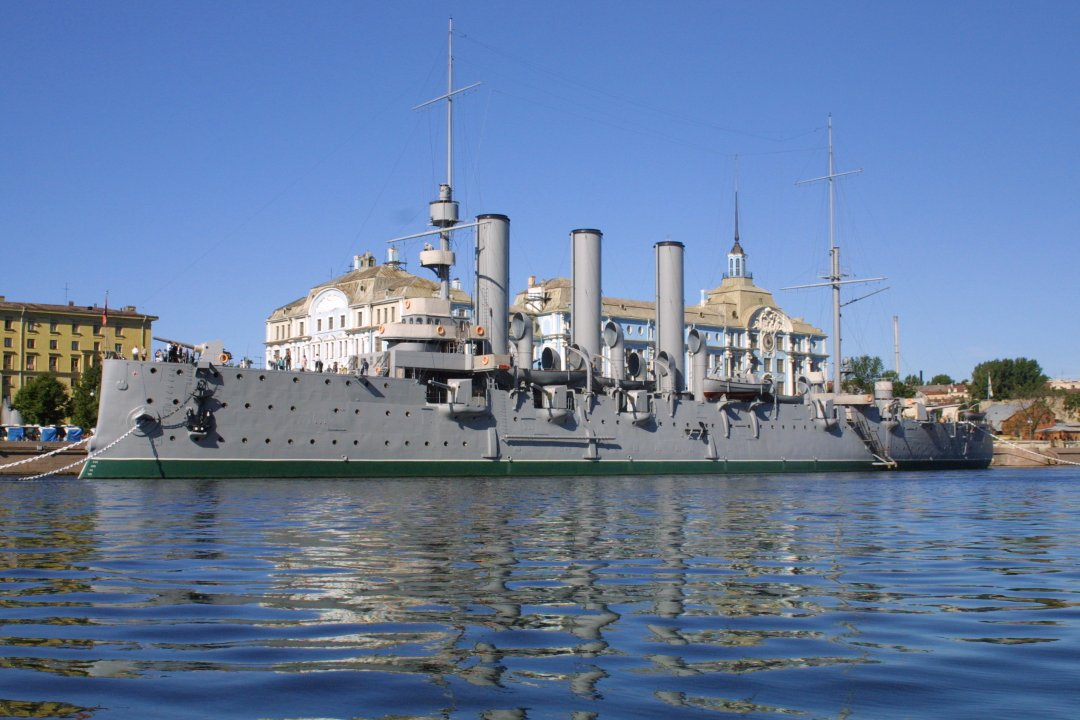
Бронепалубний крейсер «Аврора». Корабель-музей. Санкт-Петербург, Росія.

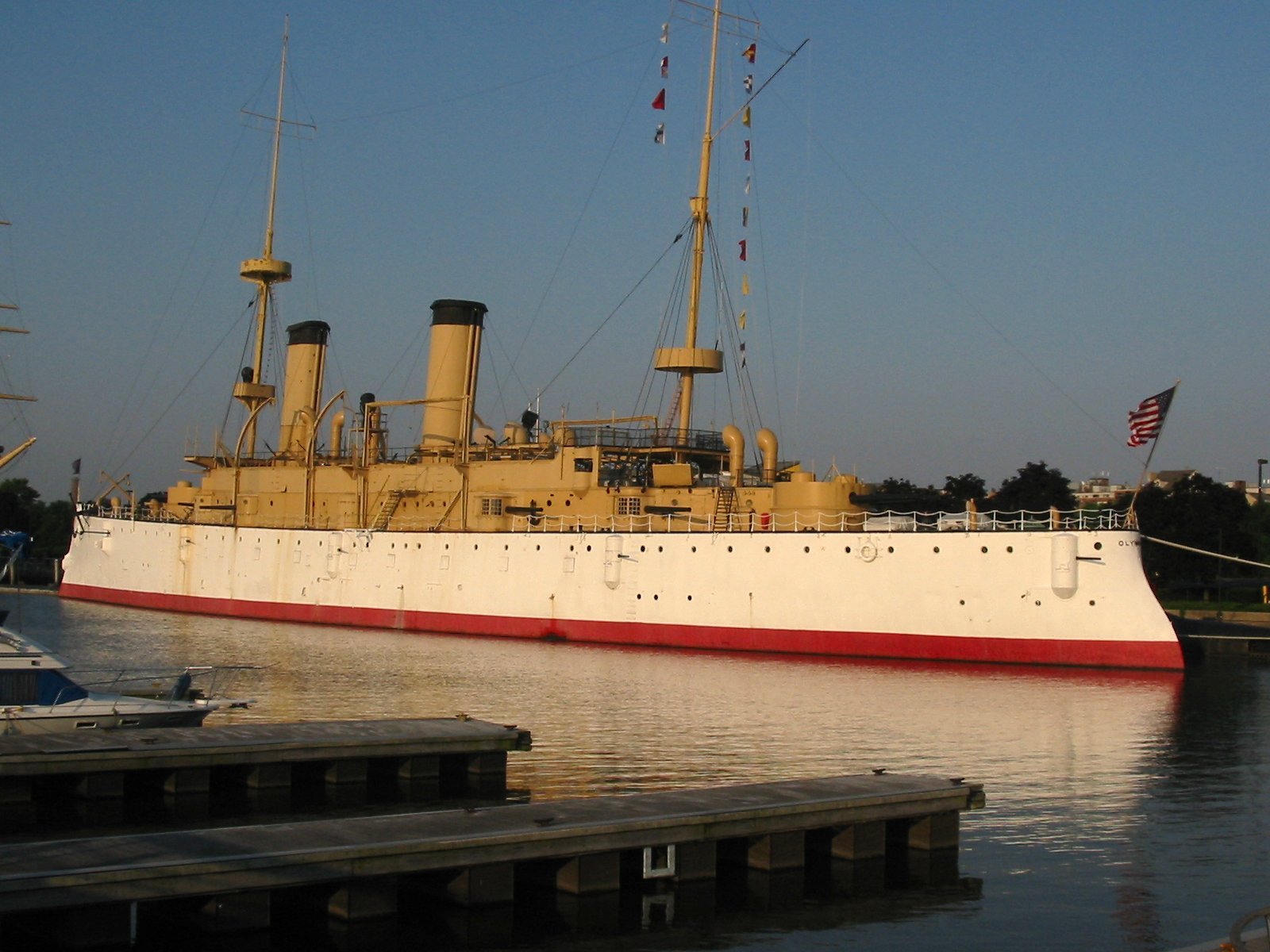
Бронепалубний крейсер «Олімпія». Корабель-музей. Філадельфія, США.

Бронепалубний крейсер — поширений у кінці XIX — початку XX століття клас крейсерів, захист механізмів і гарматних погребів якого складався з броньової палуби, пласкої або опуклої (карапасної). Вперше з'явилися в 1878 році, будувалися або купувалися більшістю морських держав до початку Першої світової війни, становили на рубежі століть найбільш численну частину їх крейсерських сил. В іноземній літературі широко поширений англомовний термін «захищений крейсер» (англ. Protected cruiser).

## Зародження та розвиток класу бронепалубних крейсерів

Схема бронювання бронепалубного крейсери з карапасною броньовою палубою (червона лінія). Над скосами броньовий палуби розташовані вугільні ями.

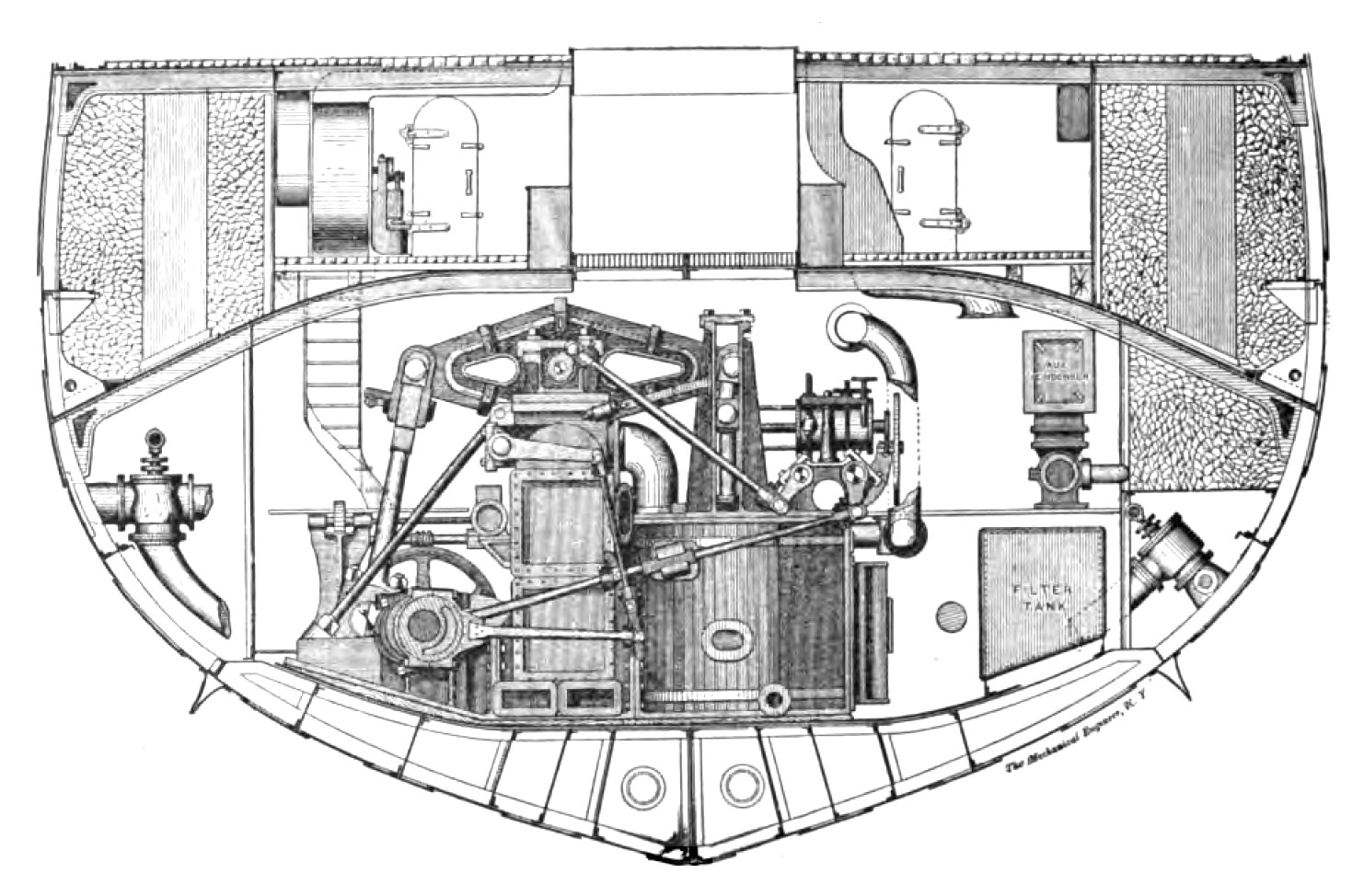
Розріз по мидель-шпангоуту типового бронепалубного крейсери. Добре видно саму карапасну броньову палубу і вугільні ями, які слугували єдиним захистом борту в районі ватерлінії.

Парусно-парові фрегати і корвети 1860-х — 1870-х років будувалися переважно без броньованого захисту. Для забезпечення необхідної швидкості і дальності, при обмеженій водотоннажності, маючи машини з невисокою агрегатною потужністю, конструктори воліли покладатися лише на розміщення життєво важливих центрів корабля — погребів боєзапасу, котлів і машин — нижче ватерлінії і захист їх бортовими вугільними ямами. Типовими представниками даного класу були американські фрегати типу «Вампаноа» і британські типу «Айріс».
Однак досвід Громадянської війни в США показав, що у випадку війни на комунікації спроможні вийти десятки допоміжних крейсерів, які не поступаються військовим кораблям у швидкості й озброєнні і при цьому досить великих для забезпечення прийнятної живучості при обстрілі з артилерії середніх калібрів. Існувала потреба забезпечити крейсерам вирішальну перевагу в бою з рейдерами, перебудованими з комерційних пароплавів. При цьому для захисту торгового мореплавства таких крейсерів було потрібно багато, так що питання вартості стояло дуже гостро.
Ще одним приводом для створення нового типу військових суден стали як мінімум спірні результати застосування крейсерів без броні у бою, зокрема — бої британських «Шаха» і «Аметиста» проти перуанського монітора «Уаскар» 29 травня 1877 року. Маючи беззаперечну перевагу у вогневій потужності, британці не змогли вивести броньованого супротивника з ладу. При цьому тактика ведення вогню з великих дистанцій себе не виправдала, крейсерам довелося йти на зближення, і лише вкрай слабкий вишкіл перуанських комендорів та дефіцит снарядів дозволив крейсерам уникнути поразки. Стало ясно, що при зустрічі з більш підготовленим противником, кораблі без броні потраплять у скрутне становище.
Оскільки бортовий броньовий пояс могли нести лише великі і дорогі кораблі, було запропоновано паліативне рішення — обмежити захист броньовою палубою. Першим у світі бронепалубним крейсером став британський корвет «Комюс», закладений у 1876 році. На ньому, нижче ватерлінії, була встановлена пласка броньова палуба, що прикривала машини і котли від влучень снарядів і падіння уламків, розташованих вище конструкцій. В ніс і корму «Комюс» залишався незахищеним, крім того — ніщо не заважало поширенню води у відсіках вище броньової палуби, що могло викликати значні затоплення у бою і навіть втрату остійності.

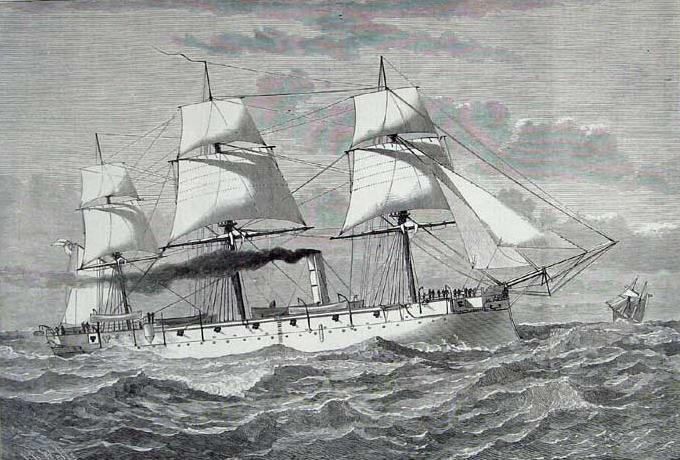
«Комюс» — перший бронепалубний крейсер у світі.

Наступними етапними кораблями стали корвети типу «Ліндер», закладені в 1880 році. На них були встановлені більш сучасні машини, які підносилися над ватерлінією, що змусило і броньовану палубу розташувати вище рівня ватерлінії, а для запобігання затоплення розташованих нижче неї відсіків — додати скоси нижче ватерлінії по краях, які стали типовою рисою наступних бронепалубних крейсерів.
Всі ці кораблі були типовими «захисниками торгівлі», призначеними для охорони комунікацій і полювання за ворожими рейдерами — тип, характерний у першу чергу для флоту Великої Британії. Згодом з'явилася ідея включення подібних кораблів в панцерну ескадру в якості швидкохідних розвідників, яким наявність певного захисту від вогню противника давала шанс втекти в разі зіткнення з головними силами ворожого флоту.
Інша ідея отримала розвиток в крейсері «Есмеральда», який було закладено у 1882 році британською фірмою «Армстронг» для чилійського флоту і який став подальшим розвитком лінії канонерських човнів конструкції Джорджа Рендела. Цей корабель був задуманий як бюджетна, але цілком повноцінна бойова одиниця флоту, ніс потужну артилерію при посередньому захисті, який забезпечував мінімальну бойову живучість — що в теорії дозволяло боротися як мінімум з другокласними панцерниками. На цьому кораблі броньова палуба простягалася на всю довжину корпусу, підносячись над ватерлінією в середній частині, і мала скоси до бортів, які закінчувалися нижче ватерлінії. При тодішніх бойових дистанціях снаряди потрапляли б у скоси під гострим кутом, що забезпечувало солідний захист життєво важливих частин, в теорії еквівалентну товстій бортовій броні. Ще більш підвищували живучість кофердамами уздовж бортів, наповнені пробкою, і розташовані поруч з бортом вугільні ями, які добре гасили енергію снаряда перед його зустріччю з броньовою палубою. «Есмеральда» встановила тип так званого «елсвікського» крейсера і стала зразком для цілого ряду наступних бронепалубних крейсерів.
У той же самий час деякі флоти, зокрема — російський і французький, проявили інтерес до бронепалубних крейсерів як рейдерів, «винищувачів торгівлі», переважно спрямованих проти британського судноплавства, яке було у ті роки фактичним монополістом на ринку морських перевезень (з часткою понад 70 % на середину 1880-х). Однак ні росіяни, ні французи не проявили послідовної прихильності цьому типу кораблів: відчуваючи, що бронепалубні «винищувачі торгівлі» будуть дуже вразливі проти таких «захисників торгівлі», перевагу нерідко віддавали панцерним крейсерам як мали більш високу бойову стійкість. При цьому розвиток панцерних рейдерів і в Росії, і у Франції до початку XX століття зайшов у глухий кут.
Подальший розвиток класу проходив шляхом поступового вдосконалення окремих елементів кораблів. Залізо, яке замінило дерево як будівельний матеріал, було саме замінено на сталь. Всі крейсери отримали поділ на водонепроникні відсіки, а з плином часу все більше вдосконалювалися. Обов'язковою стала наявність подвійного дна. Дуже довго моряки не бажали відмовлятися від архаїчного парусного рангоуту.
Вживалися заходи для підвищення захищеності артилерії і поліпшенню умов ведення вогню. Гармати все частіше розміщувалися за броньовими щитами, в броньованих баштах і казематах, по бортах влаштовувалися гарматні спонсони. Перехід до більш потужних і ефективних вертикальних парових машин зробив броньову палубу зі скосами стандартною характеристикою всіх бронепалубних крейсерів. Поки на озброєнні були снаряди, начинені лише димним порохом, такий рівень захисту вважався достатнім за критерієм вартість/ефективність, так що до кінця XIX століття бронепалубні крейсери становили більшу частину крейсерських сил морських держав.

## Бронепалубні крейсери Великої Британії

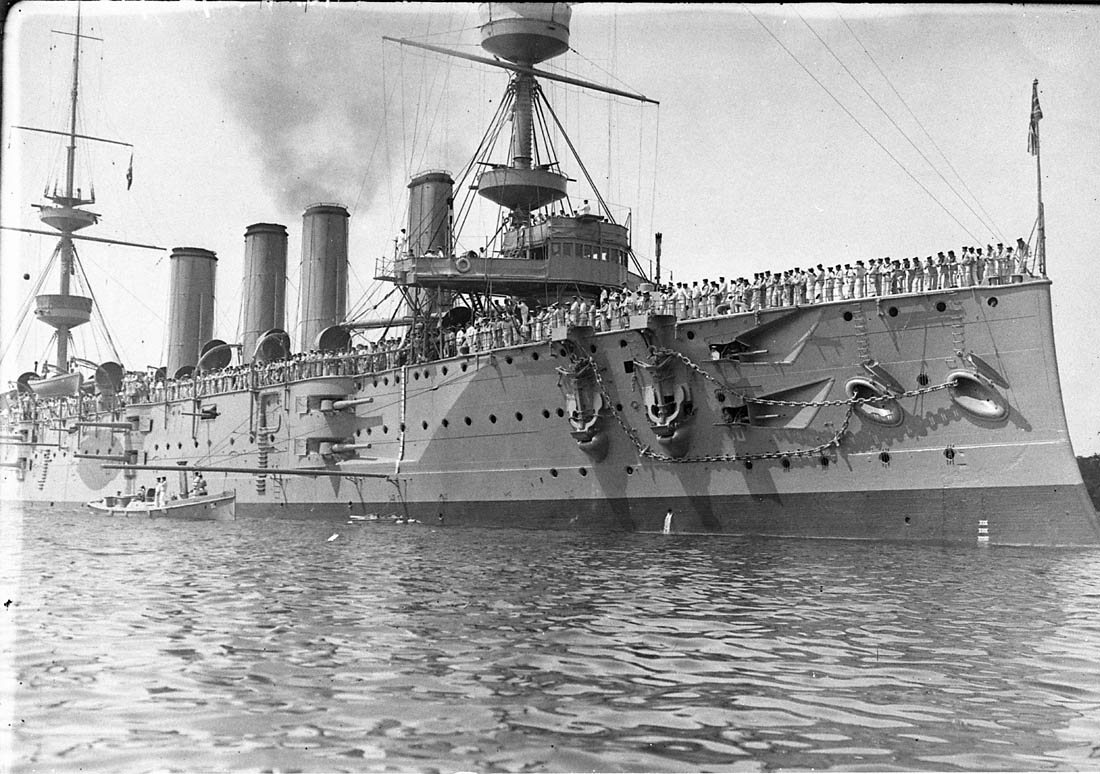
Бронепалубний крейсер 1-го класу «Паверфул».

У британському флоті з 1888 року бронепалубні крейсери поділялися на три класи, залежно від водотоннажності і, частково, озброєння. Крейсери 1-го класу мали водотоннажність понад 7000 т і озброювалися гарматами калібром до 234-мм. Крейсери 2-го класу мали водотоннажність від 3000 до 7000 тонн і артилерію калібру 152-мм. Водотоннажність крейсерів 3-го класу коливалося від 1500 до 3000 тонн, а артилерія зазвичай мала калібр 102—120 мм.
З приходом на пост Головного будівельника флоту Вільяма Вайта Королівський флот відмовився від будівництва порівняно тихохідних і незбалансованих панцерних крейсерів. Замість цього Британське Адміралтейство прагнуло мати якомога більшу кількість бронепалубних крейсерів, призначених, переважно, для боротьби на морських комунікаціях, що мали життєво важливе значення для Британської імперії.
Первістками бронепалубних крейсерів 1-го класу стали два кораблі типу «Блейк» (англ. Blake), що вступили в дію в 1892 — 1894 роках. Незважаючи на те, що Вайт не зміг досягти запланованих показників по швидкості і дальності плавання, в цілому крейсери вийшли вельми передовими. Призначені для полювання на ворожі рейдери у відкритому океані, ці крейсери несли солідне озброєння з 234-мм і 152-мм гармат, вперше у своєму класі розміщених у баштах і казематах, а броньова палуба мала досить товсті скоси. Водотоннажність перевалила за 9000 тонн. Проект оцінювався в цілому високо, але вартість виглядала надмірною.
В результаті, Королівський флот почав отримувати помітно зменшений варіант «Блейків», відомий як тип «Едгар» (англ. Edgar). Скорочення водотоннажності на 1800 тонн добре позначилося на вартості, і флот замовив 9 одиниць проекту. Швидкість крейсерів дещо впала порівняно з попередниками, зате енергетична установка виявилася надійнішою. Броньовий захист був також знижений, але озброєння «Едгарів» було не менш сильним, ніж у типу «Блейк». Всі вони увійшли до складу флоту в 1893 — 1896 роках.

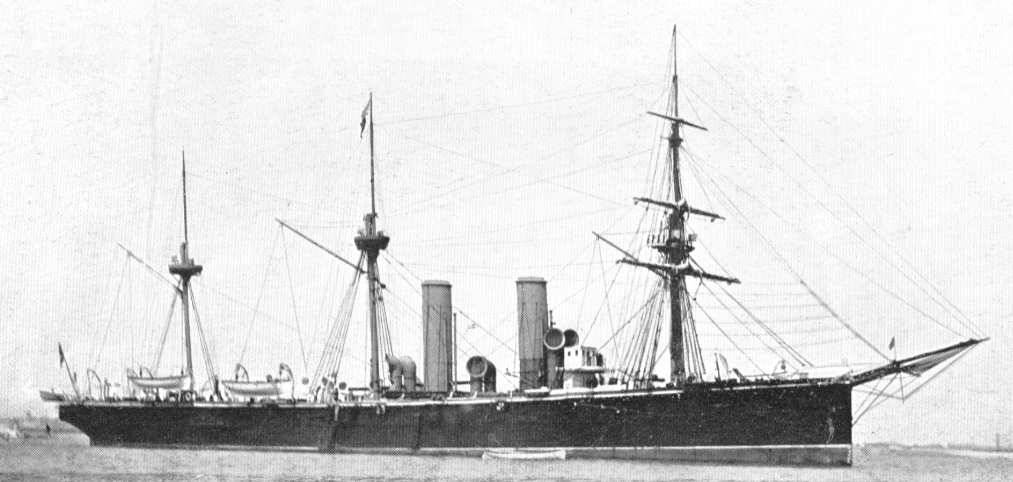
Бронепалубный крейсер 2-го класу «Ліндер».

Наступний тип бронепалубного крейсери 1-го рангу у Королівському флоті з'явився як реакція на будівництвом у Росії крейсера «Рюрик». Бажаючи перевершити російський рейдер, адмірали Британії наполягли на будівництві двох величезних крейсерів типу «Паверфул» (англ. Powerful) — одних з найбільших кораблів свого часу. Водотоннажність перевалила за 14 000 тонн, а для забезпечення високої швидкості і мореплавства корпус довелося зробити дуже довгим і високим. Разом з тим, озброєння і бронювання крейсерів не являло собою нічого видатного і самі британські моряки визнавали будівництво «Паверфулів» помилкою, вважаючи, що якщо б вдалося більш детально ознайомиться з дуже невдалою конструкцією «Рюрика», то «Паверфул» і «Террібл» ніколи не були б побудовані. Прозвані «білими слонами» вони поповнили флот в 1897—1898 роках.
Останні бронепалубні крейсери 1-го класу британський флот отримав у 1899—1903 роках. Вони були зменшеним варіантом «Паверфула», 8 одиниць типу «Діадем» (англ. Diadem) мали меншу на 3000 тонн водотоннажність, більш слабкий захист і менш високу швидкість, а їх озброєння складалося лише з гармат середнього калібру. У підсумку, Британське Адміралтейство прийшло до висновку, що ці крейсери занадто слабкі, щоб справлятися з панцерними рейдерами Росії і Франції і на базі проекту «Діадем» перейшли до будівництва панцерних крейсерів типу «Кресі» (англ. Cressy).
Великі британські крейсери, як панцерні, так і бронепалубні, нерідко піддавалися критиці за більш слабке, у порівнянні з іноземними крейсерими, озброєння. Проте Королівський флот надавав дуже велике значення мореплавству, дальності плавання і населеності своїх крейсерів і за цими показниками вони помітно перевершували зарубіжні аналоги.
| Порівняльні ТТХ британських бронепалубних крейсерів I класу |                                                                      |                                                                     |                                                                       |                                                                     |
| Характеристики                                              | «Блейк»                                                              | «Едгар»                                                             | «Паверфул»                                                            | «Діадем»                                                            |
| Водотоннажність, т                                          | 9150 — 9296                                                          | 7467 — 7820                                                         | 14 200 — 14 447                                                       | 11 177                                                              |
| Артилерія                                                   | 2 — 234 мм, 10 — 152-мм, 16 — 18 — 47-мм                             | 2 — 234 мм, 10 — 152-мм, 12 — 57-мм, 5 — 47-мм                      | 2 — 234 мм, 12 — 152-мм, 16 — 18 — 76-мм, 12 — 47-мм                  | 16 — 152-мм, 14 — 76 мм, 3 — 47-мм                                  |
| Торпедні апарати                                            | 4×1 — 457 мм                                                         | 4×1 — 457 мм                                                        | 4×1 — 457 мм                                                          | 3×1 — 457 мм                                                        |
| Бронювання, мм                                              | Палуба — 76 — 152, щити гармат ГК — 114, каземати — 152, рубка — 305 | Палуба — 76 — 127, щити гармат ГК — 76, каземати — 152, рубка — 305 | Палуба — 51 — 152, башти гармат ГК — 152, каземати — 152, рубка — 305 | Палуба — 63 — 102, щити гармат ГК — 51, каземати — 114, рубка — 305 |
| Енергетична установка, л. с.                                | 13 000                                                               | 12 550                                                              | 25 772                                                                | 16 500 — 17 262                                                     |
| Максимальна швидкість, вузлів                               | 20                                                                   | 20                                                                  | 20,6 — 22,2                                                           | 20,25                                                               |

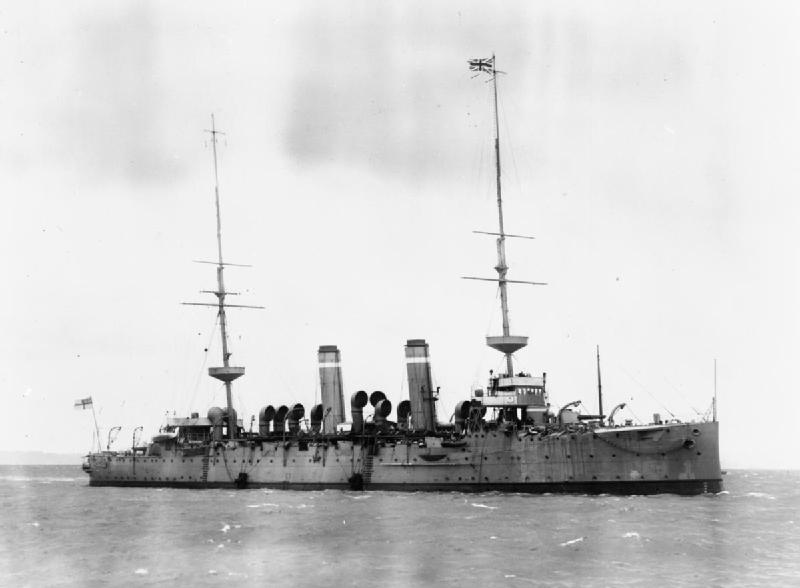
Бронепалубний крейсер 2-го класу «Екліпс».

Першими британськими бронепалубними крейсерими 2-го класу стали кораблі типу «Ліндер» (англ. Leander), четвірка яких поповнила флот у 1885 — 1887 роках. Вони були удосконаленням типу «Айріс» (англ. Iris), але з установкою броньової палуби. Оскільки силова установка цих кораблів виступала вище ватерлінії, вище довелося розмістити і броньовий палубу, а біля бортів зробити скоси вниз. Крейсери вийшли добре озброєними, швидкохідними і з великою дальністю плавання. Однак броньова палуба захищала лише машини і котли.
На наступній четвірці крейсерів типу «Рівер» (англ. River), що увійшли в дію у 1887 — 1889 роках, броньова палуба йшла по всій довжині корпусу, поступово знижуючись у носі і кормі. Так був встановлений класичний тип карапасної броньової палуби. Також вперше на крейсерих з'явилася броньована бойова рубка. По суті всі подальші проекти британських бронепалубних крейсерів стали розвитком закладеного в «Рівери» компонування.
Крейсери в цілому влаштовували командування флоту, але їх було потрібно дуже багато і подальший розвиток крейсерів 2-го класу пішов по шляху зниження вартості окремої одиниці при значному збільшенні кораблів в серії. 5 крейсерів типу «Медея» (англ. Medea) були зменшеною версією «Ріверів» і закінчені будівництвом у 1889—1890 роках. Крейсери вийшли гірше озброєні, дуже тісними і недостатньо морехідними, але і більш дешевими.
Підбадьорене успіхом, Адміралтейство замовило серію з 21 крейсери типу «Аполло» (англ. Apollo). Розміри дещо збільшилися, а вся артилерія складалася тепер зі скорострільних гармат, хоча її розміщення погіршилося. Надмірну тісноту попередників вдалося частково подолати, але морехідність все ще оцінювалася як недостатня. Вся серія була добудована в 1891 — 1894 роках.
Прагнення поліпшити морехідність призвело до появи типу «Астрея» (англ. Astraea), побудованого в кількості 8 одиниць і введених в дію в 1894 — 1896 роках. Водотоннажність зросла майже на 1000 тонн, озброєння посилилося незначно, а швидкість впала, але зате нові крейсери набагато впевненіше трималися у штормову погоду.
Хоча новозбудовані крейсери володіли багатьма перевагами, на тлі новітніх зарубіжних однокласників вони виглядали дуже слабо озброєними. Тому в серії з 9 кораблів типу «Екліпс» (англ. Eclipse) цей недолік спробували виправити. Спроба виявилася не надто вдалою. Озброєння трохи посилилося, швидкість була недостатньою для погоні за новими крейсерими Росії і Франції, а водотоннажність знову помітно зросла. Вся серія увійшла в дію в 1896 — 1898 роках.
Дещо окремо стояли крейсери типу «Еррогант» (англ. Arrogant), чотири одиниці яких призначалися для взаємодії з панцерниками. На них передбачили дуже солідно броньовану бойову рубку, а корпус корабля спеціально зміцнили для нанесення, у разі необхідності, таранного удару. В іншому, ці крейсери, добудовані в 1898 —1900 роках не надто відрізнялися від «екліпсів».
Останніми бронепалубними крейсерими 2-го класу в Королівському флоті стали 5 одиниць типів «Хайфлайєр» (англ. Highflyer) і «Челленджер» (англ. Challenger), дуже схожі між собою. Їх озброєння знову посилилося і, в принципі, вони вважалися цілком збалансованими кораблями, але швидкість визнавалася недостатньою. На цих бойових одиницях, введених до складу флоту в 1899 — 1905 роках, історія британських другокласних бронепалубників завершилася.
| Порівняльні ТТХ британських бронепалубних крейсерів II класу |                                  |                                                    |                                                    |                                                    |                                               |                                                    |                                                                                    |                                                    |                                                    |
| Характеристики                                               | «Ліндер»                         | «Рівер»                                            | «Медея»                                            | «Аполло»                                           | «Астрея»                                      | «Екліпс»                                           | «Еррогант»                                                                         | «Хайфлайер»                                        | «Челленджер»                                       |
| Водотоннажність, т                                           | 4369                             | 4050 — 4115                                        | 2800 — 2950                                        | 3454                                               | 4360 — 4430                                   | 5690                                               | 5842 — 5850                                                                        | 5690                                               | 5974                                               |
| Артилерія                                                    | 10 — 152-мм                      | 2 — 203-мм, 10 — 152-мм, 3 — 57-мм, 3 — 47-мм      | 6 — 152-мм, 9 — 57-мм, 1 — 47-мм                   | 2 — 152-мм, 6 — 120-мм, 8 — 57-мм, 1- 47-мм        | 2 — 152-мм, 8 — 120-мм, 10 — 57-мм, 1 — 47-мм | 5 — 152-мм, 6 — 120-мм, 8 — 76-мм, 6 — 47-мм       | 4 — 152-мм, 6 — 120-мм, 8 — 76-мм, 3 — 47-мм                                       | 11 — 152-мм, 9 — 76-мм, 6 — 47-мм                  | 11 — 152-мм, 9 — 76-мм, 6 — 47-мм                  |
| Торпедні апарати                                             | 3×1 — 356-мм                     | 4×1 — 356-мм                                       | 4×1 — 356-мм                                       | 4×1 — 457-мм                                       | 4×1 — 457-мм                                  | 3×1 — 457-мм                                       | 3×1 — 457-мм                                                                       | 2×1 — 457-мм                                       | 2×1 — 457-мм                                       |
| Бронювання, мм                                               | Палуба — 37, щити гармат ГК — 37 | Палуба — 51 — 76, щити гармат ГК — 51, рубка — 229 | Палуба — 25 — 51, щити гармат ГК — 114, рубка — 76 | Палуба — 37 — 51, щити гармат ГК — 114, рубка — 76 | Палуба — 51, щити гармат ГК — 114, рубка — 76 | Палуба — 37 — 76, щити гармат ГК — 76, рубка — 152 | Палуба — 37 — 76, борт — 51 (12 м носовий край), щити гармат ГК — 114, рубка — 229 | Палуба — 37 — 76, щити гармат ГК — 76, рубка — 152 | Палуба — 37 — 76, щити гармат ГК — 76, рубка — 152 |
| Енергетична установка, к. с.                                 | 5500                             | 4500                                               | 9000                                               | 7000                                               | 7500                                          | 8000                                               | 10 263                                                                             | 10 264                                             | 12 500                                             |
| Максимальна швидкість, вузлів                                | 16,5 — 17                        | 17                                                 | 19,5 — 20                                          | 18,5                                               | 18                                            | 18,5                                               | 18 — 19                                                                            | 20 — 20,5                                          | 21                                                 |

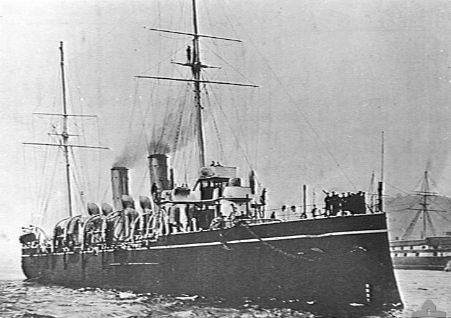
Бронепалубний крейсер 3-го класу «Пегасус» типу «Пелорус».

Бронепалубні крейсери 3-го класу стали подальшим розвитком мінних крейсерів типу «Скаут» (англ. Scout) і «Арчер» (англ. Archer). Невеликі і досить пересічні за своїми характеристиками кораблі призначалися, головним чином, для служби на заморських станціях Британської імперії. Початок поклали 4 крейсери типу «Барракута» (англ. Barracouta), прийняті флотом у 1890 році.
На їх основі британські конструктори спробували створити швидкохідну версію для служби при ескадрі — тип «Бархем» (англ. Barham), побудований до 1891 році і включав 2 одиниці, але експеримент виявився вкрай невдалим через ненадійність машин.
Продовжуючи лінію «дешевих» колоніальних крейсерів, британці спочатку побудували в 1891—1892 роках серію з 9 кораблів типу «Перл» (англ. Pearl), в основному, для австралійського флоту, а потім ввели в експлуатацію 11 крейсерів типу «Пелорус» (англ. Pelorus). Їх швидкість дещо зросла, але озброєння виявилося зовсім слабким. Фактично, ці крейсери годилися лише для показу прапора та залякування тубільців. В стрій вони увійшли в 1898 — 1901 роках.
Останніми третьокласниками британського флоту стали крейсери типу «Джем» (англ. Gem), отримані в 1904 — 1905 роках. На одному з них, «Аметисті», встановили турбіни, для перевірки їх працездатності на порівняно великому кораблі. Надалі, в «поствайтівську» еру, Королівський флот віддав перевагу розвитку особливого підкласу крейсерів-скаутів.
| Порівняльні ТТХ британських бронепалубных крейсерів III класу |                                       |                                       |                                                   |                                                  |                                                   |
| Характеристики                                                | «Барракута»                           | «Бархем»                              | «Перл»                                            | «Пелорус»                                        | «Джем»                                            |
| Водотоннажність, т                                            | 1580                                  | 1830                                  | 2575 — 2616                                       | 2135                                             | 3048                                              |
| Артилерія                                                     | 6 — 120-мм, 4 — 57-мм                 | 6 — 120-мм, 4 — 57-мм                 | 8 — 120-мм, 8 — 57-мм                             | 8 — 102-мм, 8 — 47-мм                            | 12 — 102-мм, 8 — 47-мм                            |
| Торпедні апарати                                              | 2×1 — 356-мм                          | 2×1 — 356-мм                          | 4×1 — 356-мм                                      | 4×1 — 457 мм                                     | 2×1 — 457 мм                                      |
| Бронювання, мм                                                | Палуба — 25 — 51, щити гармат ГК — 51 | Палуба — 25 — 51, щити гармат ГК — 51 | Палуба — 25 — 51, щити гармат ГК — 51, рубка — 76 | Палуба — 37 — 51, щити гармат ГК — 6, рубка — 76 | Палуба — 20 — 51, щити гармат ГК — 25, рубка — 76 |
| Енергетична установка, л. с.                                  | 1750                                  | 3600                                  | 4000                                              | 5000                                             | 10 200 («Аметист» — 12 000)                       |
| Максимальна швидкість, вузлів                                 | 15                                    | 16,5                                  | 17                                                | 18,5                                             | 21,75 («Аметист» — 22,5)                          |

## Бронепалубні крейсери Франції

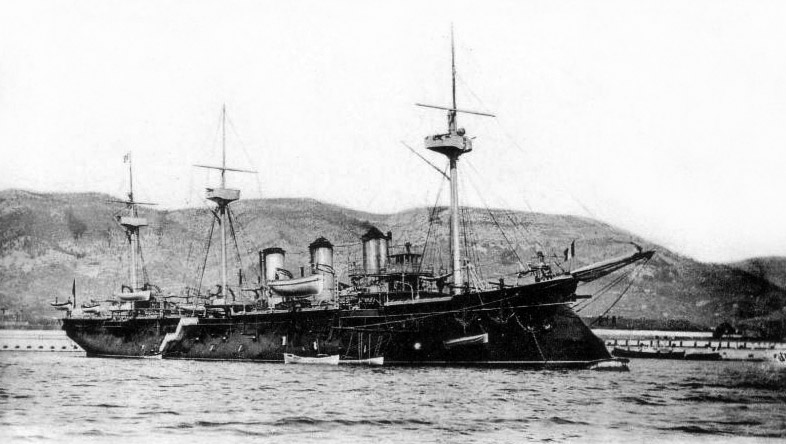
Бронепалубний крейсер 1-го класу «Аміраль Сесіль».

В 1870 — 1880-х роках XIX століття французький флот розвивався у вкрай складній обстановці. З одного боку, впливові політичні кола, ґрунтуючись на досвіді франко-прусської війни 1870 року, вважали, що від флоту для країни мало користі і необхідно різко скоротити витрати на нього. З іншого боку, в самих військово-морських колах, йшла боротьба між прихильниками традиційного підходу до розвитку флоту і так званої «Молодою школою», яка вимагала зробити ставку на міноносці і малі крейсери без броні. В результаті, до кінця 1870-х років французькі крейсерські сили складалися лише з явно застарілих, дерев'яних або композитних кораблів, які не мали серйозної бойової цінності. Між тим, в якості головного потенційного супротивника Франції на морі раніше розглядалася Велика Британія і французький флот вкрай потребував потужних швидкохідних крейсерів, які були б здатні перервати британські комунікації. За французькою класифікацією до крейсерів 1-го класу відносили кораблі водотоннажністю понад 5500 тонн, до 2-го класу — водотоннажністю 3700 — 4700 тонн, до третього — 1800 — 3500 тонн.
Першим справжнім бронепалубним крейсером Франції став «Сфакс» (фр. Sfax), побудований за проектом Еміля Бертена до 1887 року. На цьому кораблі середніх розмірів були застосовані рішення, що стали характерними майже для всіх наступних французьких крейсерів — величезний таран, завал борту всередину, а також захист, який складався з низько розташованої броньової палуби і кофердамів, наповнених целюлозою. Незважаючи на повне вітрильне озброєння «Сфакс» показав себе швидкісною бойовою одиницею, мав солідне озброєння і став основою для подальших проектів.
Підбадьорене успіхом Морське міністерство замовило ще 2 різнотипних крейсери, які увійшли в дію в 1890 році. Водотоннажність «Тажа» (фр. Tage) перевищила 7000 тонн, «Амираль Сесіль» (фр. Amiral Cecille) був дещо меншим, але обидва відрізнялися сильним озброєнням і високою для свого часу швидкістю ходу. Французькі військово-морські кола вважали їх ідеальним засобом винищення британської торгівлі, але вартість цих кораблів виявилася надто висока.
Надалі, французький флот отримав лише кілька великих бронепалубних крейсерів, які відповідали британському 1-му класу, причому всі вони були побудовані в одиничних екземплярах. В 1899 році у стрій увійшов крейсер «Д'Антркасто» (фр. D'Entrecasteaux), призначений для виконання ролі стаціонера в колоніальних володіннях Франції. У тому ж році поповнив флот крейсер «Гішен» (фр. Guichen), слабо озброєний, але дуже швидкохідний. В 1902 році був готовий крейсер «Шаторено» (фр. Chateaurenault) — оригінальний корабель, озброєний так само, як «Гішен», але мав силует типового комерційного лайнера свого часу. Останнім бронепалубним крейсером 1-го класу став «Жюрен де ла Гравьєр» (фр. Jurien De La Graviere), добудований до 1903 року. На цьому захоплення французів великими бронепалубнтми крейсерими закінчилося.
| Порівняльні ТТХ французьких бронепалубних крейсерів I класу |                                                |                                                |                                                            |                                                                         |                                                                         |                                                    |
| Характеристики                                              | «Таж»                                          | «Амираль Сесіль»                               | «Д'антркасто»                                              | «Гишен»                                                                 | «Шаторено»                                                              | «Жюрен де ла Гравьер»                              |
| Водотоннажність, т                                          | 7589                                           | 5933                                           | 8142                                                       | 8409                                                                    | 8025                                                                    | 5692                                               |
| Артилерія                                                   | 8 — 164 мм, 10 — 138-мм, 5 — 47-мм, 14 — 37 мм | 8 — 164 мм, 10 — 138-мм, 6 — 47-мм, 14 — 37 мм | 2 — 240-мм, 12 — 138-мм, 12 — 47-мм, 6 — 37 мм             | 2 — 164 мм, 6 — 138-мм, 10 — 47-мм, 5 — 37 мм                           | 2 — 164 мм, 6 — 138-мм, 10 — 47-мм, 5 — 37 мм                           | 8 — 164 мм, 10 — 47-мм, 6 — 37 мм                  |
| Торпедні апарати                                            | 7×1 — 355 мм                                   | 4×1 — 355 мм                                   | 4×1 — 450-мм                                               | 2×1 — 450-мм                                                            | ?                                                                       | 2×1 — 450-мм                                       |
| Бронювання, мм                                              | Палуба — 50 — 55, рубка — 75 — 89              | Палуба — 55 — 100, рубка — 89                  | Палуба — 75 — 100, каземати — 55, башти — 250, рубка — 250 | Палуба — 55 — 100, каземати — 40 — 60, щити гармат ГК — 55, рубка — 160 | Палуба — 55 — 100, каземати — 40 — 60, щити гармат ГК — 55, рубка — 160 | Палуба — 35 — 65, щити гармат ГК — 70, рубка — 100 |
| Енергетична установка, л. с.                                | 12 500                                         | 10 200                                         | 14 500                                                     | 25 000                                                                  | 24 964                                                                  | 17 400                                             |
| Максимальна швидкість, вузлів                               | 19,2                                           | 19,4                                           | 19,2                                                       | 23,5                                                                    | 24                                                                      | 22,9                                               |

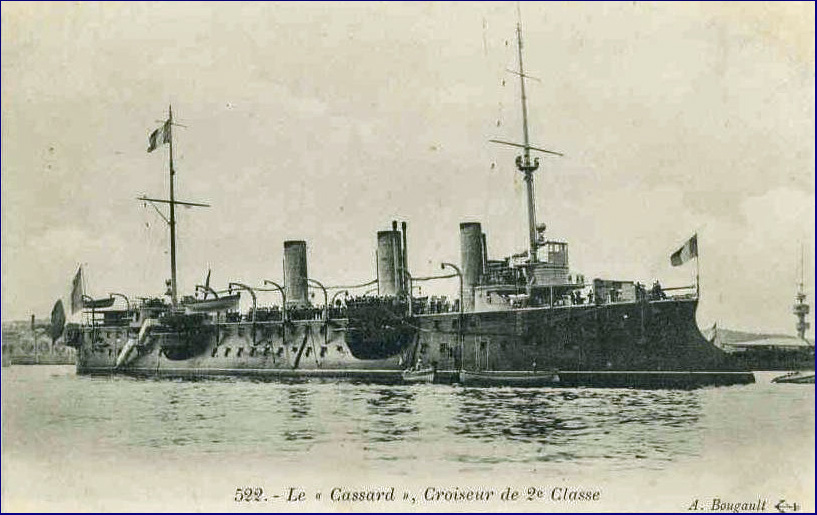
Бронепалубний крейсер 2-го класу «Кассар» типу «Д'Ассас».

Набагато більш охоче виділялися гроші на будівництво відносно невеликих крейсерів 2-го класу. Передбачалося, що ці порівняно невеликі і відносно дешеві крейсери набагато більше відповідають доктрині «Молодої школи», ніж їхні великі побратими I класу.
Початок їм поклала серія кораблів типу «Альжер» (фр. Alger), яка складалася з 3 одиниць і введена до складу флоту в 1891 — 1893 роках. Потім, у 1895 — 1896 роках були поставлені 3 крейсери типу «Фріан» (фр. Friant), дещо меншої водотоннажності, але вперше озброєні швидкострільною артилерією. Наступна пара належала до типу «Декарт» (фр. Descartes) і відрізнялася посиленим бронюванням. Вони були готові в 1896 — 1897 роках.
Потім флот отримав 3 крейсери типу «Д'Ассас» (фр. D'Assas), які дещо відрізнялися від «декартів». Вони увійшли в дію у 1898 році. Останніми бронепалубними крейсерими 2-го класу Франції були 2 корабля типу «Катіне» (фр. Catinat), які поповнили флот у 1898 — 1899 роках.
Слід зазначити, що серійність французьких крейсерів була вельми відносною і в реальності майже всі кораблі одного типу відрізнялися один від одного. Особливості французького військового суднобудування дозволяли виробникам вносити великі зміни в проект, а саме військово-морське керівництво проявляло дуже велику схильність до експериментів.
| Порівняльні ТТХ французьких бронепалубных крейсерів II класу |                                                |                                                                |                                               |                                                   |                                                     |                                                   |
| Характеристики                                               | «Сфакс»                                        | «Альжер»                                                       | «Фріан»                                       | «Декарт»                                          | «Д'Ассас»                                           | «Катіне»                                          |
| Водотоннажність, т                                           | 4634                                           | 4044 — 4406                                                    | 3809 — 3982                                   | 3960                                              | 3890 — 4015                                         | 4001 — 4048                                       |
| Артилерія                                                    | 6 — 164 мм, 10 — 138-мм, 2 — 47-мм, 10 — 37 мм | 4 — 164 мм, 6 — 138-мм, 2 — 65 мм, 8/12 — 47-мм, 10/12 — 37 мм | 6 — 164 мм, 4 — 100-мм, 4 — 47-мм, 11 — 37 мм | 4 — 164 мм, 10 — 100-мм, 8 — 47-мм, 4 — 37 мм     | 6 — 164 мм, 4 — 100-мм, 10 — 47-мм, 5/9 — 37 мм     | 4 — 164 мм, 10 — 100-мм, 10 — 47-мм, 4 — 37 мм    |
| Торпедні апарати                                             | 5×1 — 355 мм                                   | 5×1 — 355 мм                                                   | 2×1 — 355 мм                                  | 2×1 — 450-мм                                      | 2×1 — 450-мм                                        | 2×1 — 355 мм                                      |
| Бронювання, мм                                               | Палуба — 60, рубка — 25                        | Палуба — 50 — 100, щити ГК — 50, рубка — 50 — 75               | Палуба — 30 — 80, щити ГК — 50, рубка — 75    | Палуба — 45 — 60, щити гармат ГК — 50, рубка — 70 | Палуба — 80 — 100, щити гармат ГК — 50, рубка — 100 | Палуба — 25 — 60, щити гармат ГК — 50, рубка — 70 |
| Енергетична установка, л. с.                                 | 6500                                           | 8000                                                           | 9500                                          | 8500                                              | 10 000                                              | 9500                                              |
| Максимальна швидкість, вузлів                                | 16,7                                           | 19 — 19,5                                                      | 18,7                                          | 19,5                                              | 20                                                  | 19,5 — 20                                         |

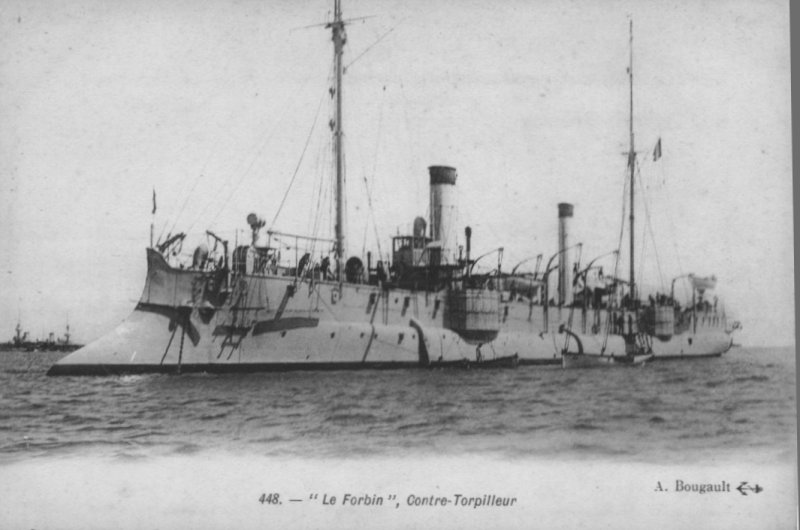
Бронепалубний крейсер 3-го класу «Форбін».

Першими бронепалубними крейсерами 3-го рангу у французькому флоті стали «Даву» (фр. Davout) і «Сюше» (фр. Suchet), які увійшли в дію в 1891 і 1894 роках. Кораблі були в цілому одного типу, але «Сюше» помітно довше.
Прихід на пост Морського міністра Гіацинта Оба — лідера «Молодої школи», який надавав перевагу невеликим кораблям, призвів до активізації будівництва порівняно невеликих крейсерів. Спочатку флот отримав у 1889 — 1894 роках 3 крейсери типу «Форбін» (фр. Forbin), а також, у 1890 -1891 роках ще 3 крейсери типу «Трюде» (фр. Troude). Кораблі виявилися зовсім невеликими і слабо озброєними і за сумнівною французькою традицією, всі вони трохи відрізнялися один від одного по деталях конструкції.
Надалі, склад флоту поповнили ще 3 одиниці типу «Лінуа» (фр. Linois), у 1895 — 1898 роках і 2 одиниці типу «Д'Естре» (фр. D'Estrees), у 1899 — 1900 роках. Трохи більші, ніж попередники, вони всі були також слабо озброєні і порівняно повільні. По суті, всі французькі крейсери 3-го рангу годилися лише для ролі стаціонеров і колоніальних канонерок.
Побудувавши до кінця XIX століття значну кількість бронепалубних крейсерів, французьке військово-морське керівництво переконалося, що їх виявилося значно менше, ніж аналогічних кораблів у головного потенційного супротивника — Великої Британії, а бойова міць залишала бажати кращого, у порівнянні з британськими аналогами. В результаті, французький флот повністю відмовився від будівництва бронепалубних крейсерів і зосередився на розвитку класу панцерних крейсерів.
| Порівняльні ТТХ французьких бронепалубных крейсерів III класу |                                             |                                              |                                  |                                  |                                                    |                                              |
| Характеристики                                                | «Даву»                                      | «Сюше»                                       | «Форбин»                         | «Трюде»                          | «Линуа»                                            | «Д'Эстре»                                    |
| Водотоннажність, т                                            | 3080                                        | 3362                                         | 1911 — 2012                      | 1954 — 1994                      | 2285 — 2318                                        | 2428                                         |
| Артилерія                                                     | 6 — 164 мм, 4 — 65 мм, 4 — 47-мм, 2 — 37 мм | 6 — 164 мм, 4 — 100-мм, 8 — 47-мм, 8 — 37 мм | 4 — 138-мм, 3 — 47-мм, 4 — 37 мм | 4 — 138-мм, 4 — 47-мм, 4 — 37 мм | 4 — 138-мм, 2 — 100 мм, 8/10 — 47-мм, 2 — 37 мм    | 2 — 138-мм, 4 — 100-мм, 8 — 47-мм, 2 — 37 мм |
| Торпедні апарати                                              | 6×1 — 355 мм                                | 7×1 — 355 мм                                 | 4×1 — 355 мм                     | 4×1 — 355 мм                     | 2×1 — 355 мм                                       | —                                            |
| Бронювання, мм                                                | Палуба — 50 — 100, рубка — 70               | Палуба — 50 — 80, рубка — 70                 | Палуба — 40                      | Палуба — 40, рубка — 25          | Палуба — 40, щити гармат ГК — 50 — 75, рубка — 125 | Палуба — 20 — 45, рубка — 100                |
| Енергетична установка, л. с.                                  | 9000                                        | 9500                                         | 5800                             | 5800                             | 6800                                               | 8500                                         |
| Максимальна швидкість, вузлів                                 | 20,7                                        | 20,4                                         | 19,5 — 20,5                      | 20,5 — 20,9                      | 20,5                                               | 20 — 20,5                                    |

## Бронепалубні крейсери Росії

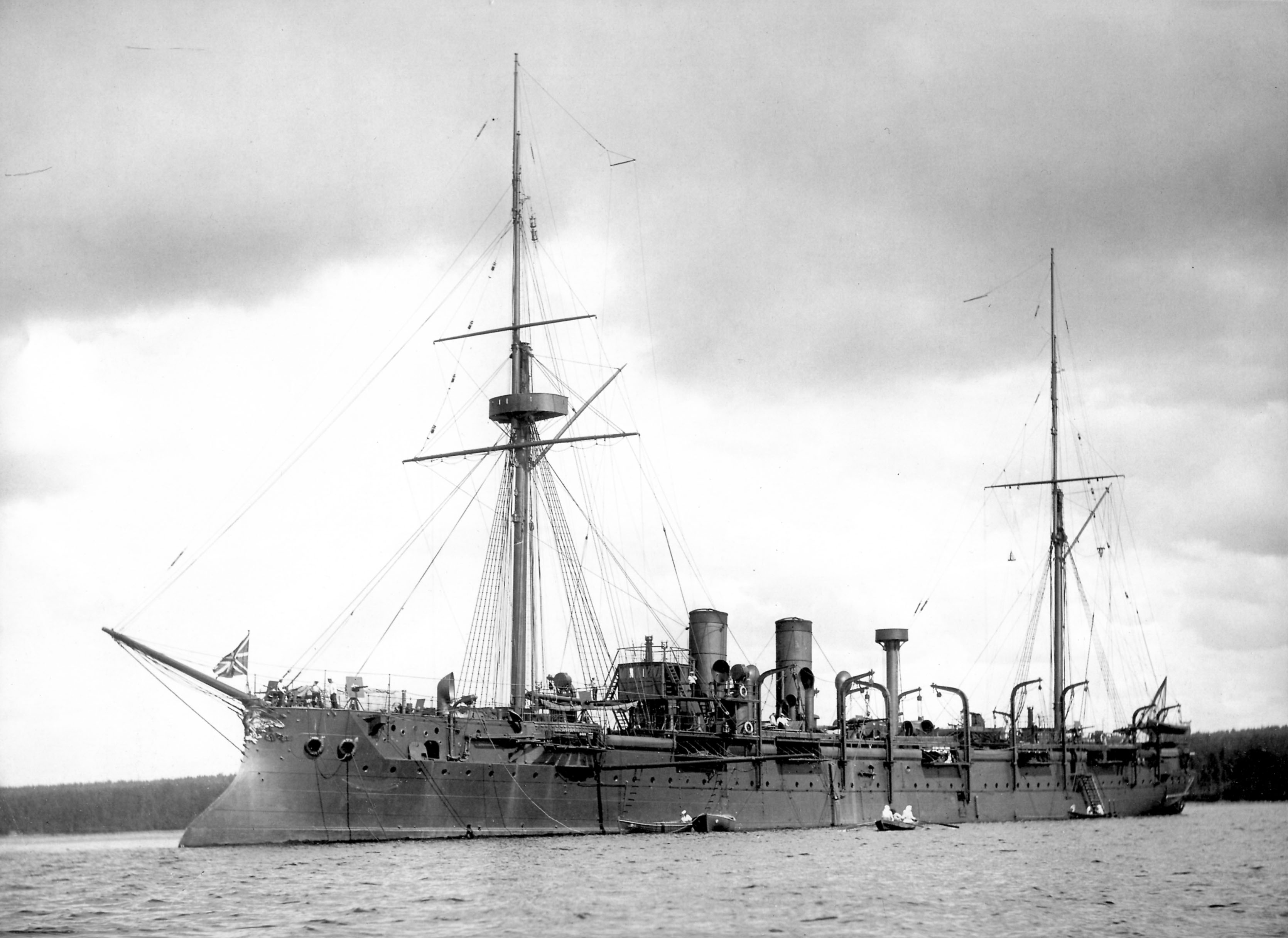
«Адмірал Корнілов».

До будівництва своїх перших бронепалубних крейсерів Російський імператорський флот приступив у 1880-х роках XIX століття. За суднобудівної програми 1882 року передбачалася побудова 4 фрегатів і 9 корветів. Погляди авторів програми були дуже невизначеними і призвели до того, що для дій в океані будувалися як панцерні, так і бронепалубні крейсери. Зокрема, російський флот отримав у 1886—1887 роках корвети «Витязь» і «Ринда», які мали пласку броньову палубу, яка прикривала тільки машинно-котельні відділення і мали повне вітрильне озброєння барка. Перекваліфіковані у 1892 році в крейсери 1-го рангу, вони стали першими бронепалубними крейсерими російського ВМФ.
Незважаючи на застосовані нововведення, ці корвети були малопридатні для ведення крейсерської війни, плани якої мало Російське морське відомство. У пошуках нових рішень визнали за необхідне звернутися до зарубіжного досвіду. У 1880-х роках великий вплив у військово-морських колах великих держав зробили французькі крейсери «Сфакс», «Таж» і «Аміраль Сесіль», спроектовані Емілем Бертеном. Французька компанія «Ательє і Шантье» (фр. Ateliers et Chantiers de la Loire) запропонувала російському флоту проект, розроблений на базі «Адмірала Сесіля», обіцяючи поєднання солідної бойової потужності з високою швидкістю і великою дальністю плавання. Після коригування проекту, через зауваженнями Морського технічного комітету (МТК), контракт був підписаний і в 1888 році «Адмірал Корнілов» увійшов у стрій російського флоту. Порівняно великий корабель захищався броньовою палубою, мав потужне озброєння і повне вітрильне оснащення барка, але досягти контрактної швидкості 18 вузлів не зміг.
Наступний бронепалубний крейсер російського флоту спочатку розроблявся як яхта для генерал-адмірала, з використанням у воєнний час в якості мінного загороджувача. Потім завдання було перетворено на яхту-крейсер, контракт, на будівництво якої, отримала французька фірма «Форж і Шантье» (фр. Forges et Chantiers). Оскільки проектувальники приділили головну увагу комфортному розміщенню на борту високих осіб, бойові якості «Світлани» виявилися досить посередніми. В дію корабель увійшов у 1898 році.
Готуючись до дій на британських комунікаціях, російське морське керівництво прагнуло мати можливо більше крейсерів, але будівництво броненосних одиниць типу «Рюрика» і його послідовників обходилося надто дорого. У зв'язку з цим у 1895 році конструкторам Балтійського заводу було запропоновано розробити океанський бронепалубний рейдер, на основі британського проекту «Астрея». В результаті, російський флот отримав у 1902 — 1903 роках три крейсери — «Діана», «Паллада» і «Аврора». Не маючи достатнього досвіду проектувальники допустили чимало помилок, в результаті чого ці крейсери оцінювалися до початку російсько-японської війни як самі непотрібні з новітніх кораблів флоту. Їх озброєння виявилося слабким для солідної водотоннажності, дальність обмеженою, а швидкість ходу абсолютно недостатньою.

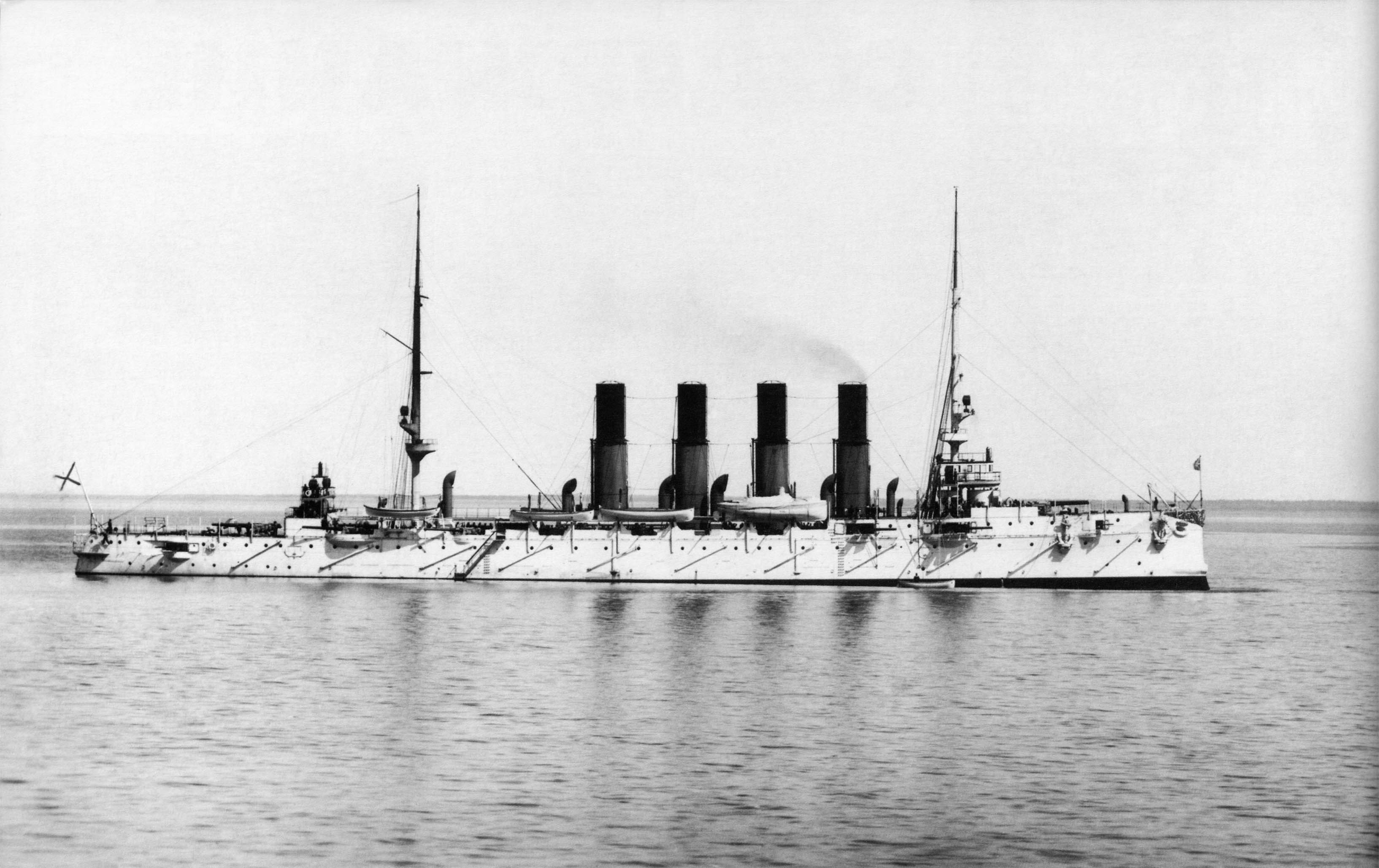
«Варяг»

В ході підготовки до війни з Японією російське морське керівництво прийшло до висновку про необхідність мати у складі флоту бронепалубні крейсери двох типів: далекі розвідники, водотоннажністю близько 6000 тонн і ближні розвідники, водотоннажністю 2000—2500 тонн. Відповідні конкурси були оголошені в 1898 році, причому у зв'язку з завантаженістю російських заводів широко залучалися зарубіжні компанії.
Підсумком цих зусиль стала поява в складі флоту 6 бронепалубних крейсерів 1-го рангу. Всі вони несли по 12 152-мм гармат головного калібру і повинні були мати швидкість 23 вузли. Крейсер «Варяг» був спроектований і побудований американською компанією «Крамп» (англ. William Cramp & Sons). На випробуваннях «Варяг» перевищив контрактну швидкість 23 вузла, але надійність його енергетичної установки виявилася досить низькою. Артилерія крейсери розміщувалася без усякого захисту, що помітно знижувало його бойову стійкість. До складу флоту він увійшов у 1901 році.
Крейсер «Аскольд» був дітищем німецької фірми «Німеччина» (нім. Germaniawerft). Його артилерія була прикрита броньовими щитами, а енергетична установка виявилася дуже надійною. Разом з тим, корпус крейсери не відрізнявся міцністю, недостатньою мореходністю, а внутрішні приміщення відрізнялися тіснотою. У стрій «Аскольд» вступив у 1901 році.

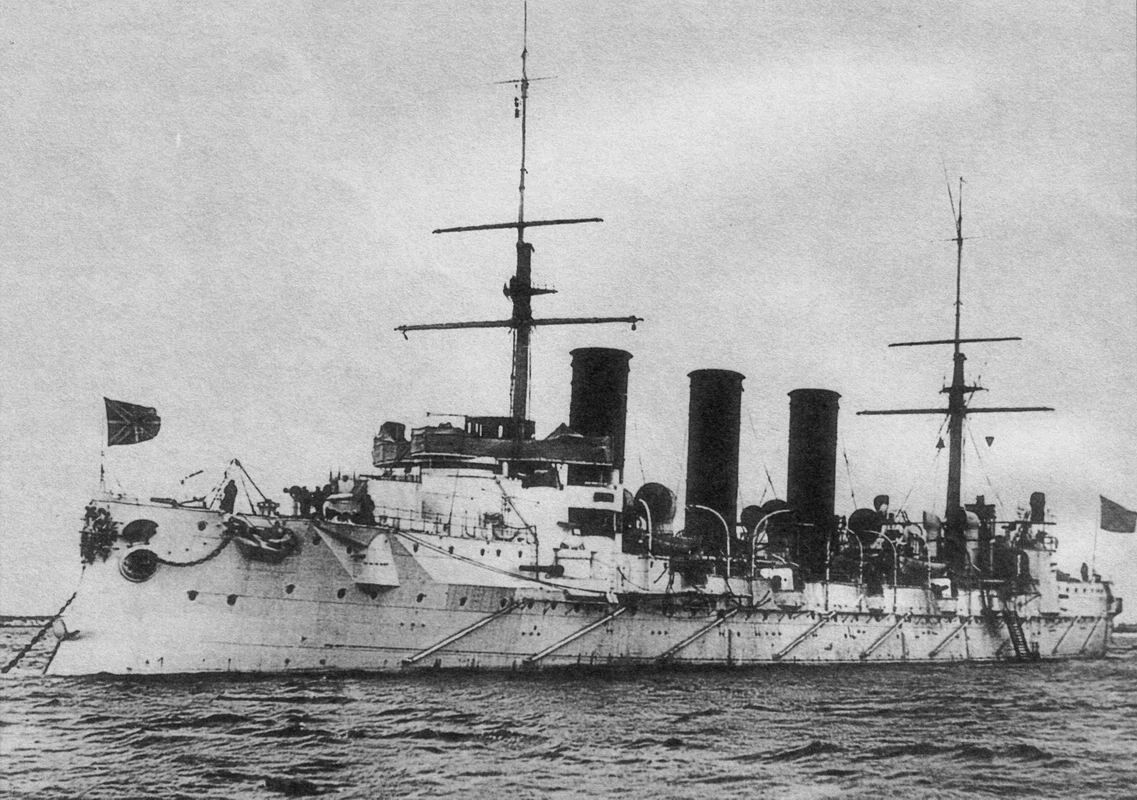
«Богатир»

Найбільш вдалим проектом виявився крейсер «Богатир», сконструйований і побудований німецькою фірмою «Вулкан» (нім. Vulcan A.G). Не поступаючись у швидкості «Варягу» і «Аскольду», він мав артилерію головного калібру, встановлену на 2/3 у башти і каземати. Хоча баштові гармати тривалий час мали серйозні проблеми зі швидкострільністю, в цілому, проект вважався найбільш захищених від вогню противника, а мореходность відповідала суворим умовам Тихого океану.. Зважаючи на це, було вирішено побудувати ще 3 таких же крейсери на російських верфях. У 1902 -1905 роках в дію вступили «Богатир», «Олег» і «Кагул», введення до складу флоту «Очакова» затягнувся у зв'язку з революційними подіями 1905 року. Характерно, що лише головний крейсер повністю відповідав заявленим характеристикам, а у крейсерів російського будування відзначалися помітним перевантаженням і недобором контрактної швидкості.
Слід зазначити, що, незважаючи на всі переваги далеких розвідників флоту, побудованих за програмою 1898, в цілому сам підклас виявився мало корисним. З завданнями розвідки ці крейсери справлялися не краще, ніж набагато більш дешеві крейсери 2-го класу, а в серйозному бою були занадто вразливі.

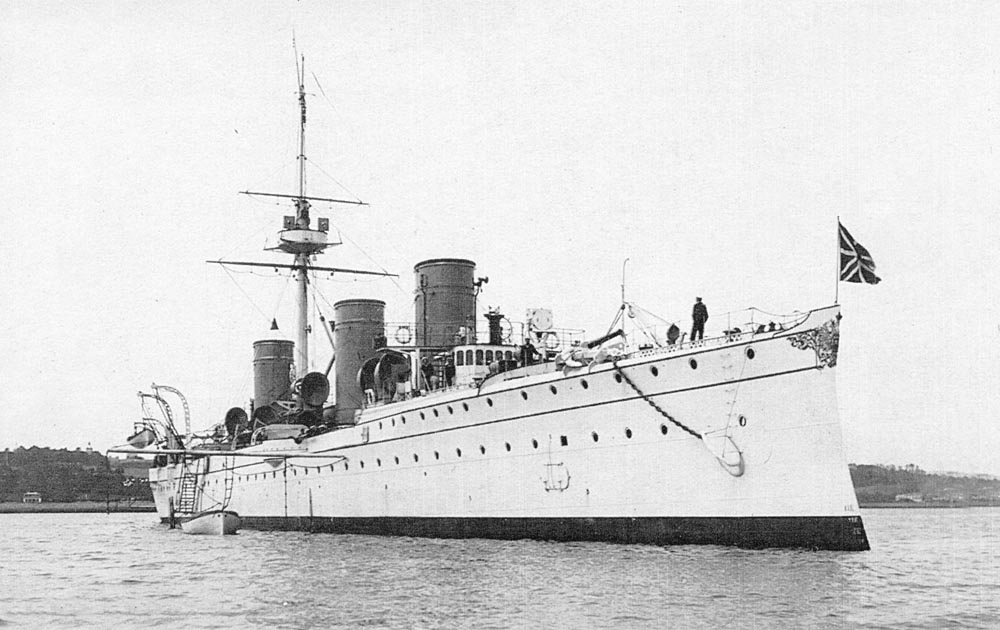
«Новик»

Замовлення на крейсери 2-го класу також були виграні зарубіжними виробниками. Контракт на будівництво «Новика» отримала німецька фірма «Шихау» (нім. F. Schichau A.G.). Максимально полегшений корабель мав досить скромне озброєння і обмежену дальність ходу. Морське міністерство характеризувало його як «величезний міноносець». Однак швидкість крейсери перевищила 25 вузлів і привернула увагу військових моряків усього світу. Російський флот він поповнив у 1901 році.
За зразком «Новика» Невському заводу було доручено побудувати ще два крейсери — «Жемчуг» і «Смарагд». Проте низька якість будівництва на вітчизняному заводі і прагнення поліпшити проект, зокрема, у плані озброєння, призвели до того, що у крейсерів проекту утворилося помітне перевантаження, швидкісні якості знизилися, а самі крейсери обійшлися казні набагато дорожче «Новика».. Обидва крейсери вступили в дію в 1904 році.
Ще один бронепалубний крейсер 2-го рангу Російський імператорський флот несподівано отримав з Данії. «Боярин», спроектований компанією «Бурмейстер і Вайн» (дан. Burmeister og Wain) сильно поступався «Новику» в головному елементі — швидкості, а в інших характеристиках не мав значної переваги. Однак зв'язки російської імператорської родини з Данією призвели до укладення контракту, виконаного до 1902 року.
| Порівняльні ТТХ російських бронепалубних крейсерів |                                   |                                    |                               |                                    |                                               |                                                    |                                                                                          |                                                   |                                   |                                  |
| Характеристики                                     | «Вітязь»                          | «Адмірал Корнілов»                 | «Світлана»                    | «Діана»                            | «Варяг»                                       | «Аскольд»                                          | «Богатир»                                                                                | «Новик»                                           | «Жемчуг»                          | «Боярин»                         |
| Водотоннажність, т                                 | 3537                              | 5863                               | 3924                          | 6657 — 6731                        | 6604                                          | 6000                                               | 6975 — 7428                                                                              | 3080                                              | 3520                              | 3274                             |
| Артилерія                                          | 10 — 152-мм, 4 — 87-мм, 8 — 37-мм | 14 — 152-мм, 6 — 47-мм, 10 — 37-мм | 6 — 152-мм, 10 — 47-мм        | 8 — 152-мм, 24 — 75-мм, 8 — 37-мм  | 12 — 152-мм, 12 — 75-мм, 8 — 47-мм, 2 — 37-мм | 12 — 152-мм, 12 — 75-мм, 8 — 47-мм, 2 — 37-мм      | 12 — 152-мм, 6/8 — 75-мм, 6 — 47-мм                                                      | 6 — 120-мм, 6 — 47-мм, 2 — 37-мм                  | 8 — 120-мм, 6 — 47-мм, 2 — 37-мм  | 6 — 120-мм, 8 — 47-мм. 4 — 37-мм |
| Торпедні апарати                                   | 3×1 — 381-мм                      | 6×1 — 381-мм                       | 2×1 — 381-мм                  | 3×1 — 381-мм                       | 6×1 — 381-мм                                  | 6×1 — 381-мм                                       | 2×1 — 381-мм                                                                             | 5×1 — 381-мм                                      | 3×1 — 381-мм                      | 5×1 — 381-мм                     |
| Бронювання, мм                                     | Палуба — 37                       | Палуба — 25 — 63, рубка — 76       | Палуба — 25 — 51, рубка — 102 | Палуба — 37 — 63, рубка — 51 — 152 | Палуба — 37 — 76, рубка — 76 — 152            | Палуба — 51 — 76, щити гармат ГК — 25, рубка — 152 | Палуба — 35 — 70, башни — 89 — 127, каземати — 20 — 80, щити гармат ГК — 25, рубка — 140 | Палуба — 30 — 51, щити гармат ГК — 25, рубка — 30 | Палуба — 30 — 51, рубка — 30 — 45 | Палуба — 30 — 51, рубка — 76     |
| Енергетична установка, к. с.                       | 3000                              | 6581                               | 10 100                        | 11 610 — 12 200                    | 14 158                                        | 20 434                                             | 19 350 — 20 370                                                                          | 17 000                                            | 17 000                            | 11 500                           |
| Максимальна швидкість, вузлів                      | 14,4                              | 17,6                               | 21,6                          | 19,0 — 19,2                        | 23,2                                          | 23,5                                               | 23 — 24                                                                                  | 25                                                | 22,6 — 24                         | 22,5                             |

## Бронепалубні крейсери Німеччини

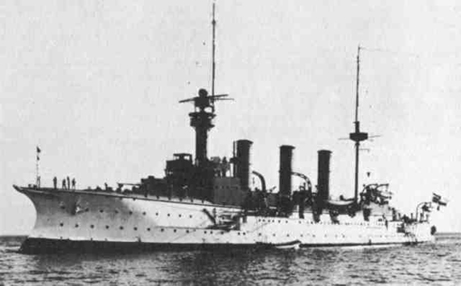
Бронепалубний крейсер «Вінета» типу «Вікторія Луїзе».

Після утворення в 1871 році Германської імперії (нім. Deutsches Reich), нова потужна держава звернула свою увагу на розвиток флоту, який довелося створювати практично з нуля. Навіть керівниками флоту спочатку були сухопутні генерали, а перші крейсери Німеччини були лише погіршеними копіями закордонних зразків і використовувались головним чином, для підготовки флотських кадрів.
Класифікація німецьких крейсерів також була своєрідною. До 1899 року всі крейсери ділилися на 1, 2, 3 і 4-й класи, по водотоннажності, без урахування бронювання. З 1899 року крейсери були поділені на 2 категорії: Великі крейсери (нім. Grosse Kreuser), куди потрапили і великі бронепалубні крейсери, які стали великими крейсерими 2-го класу, і панцерні крейсери, а згодом і лінійні, стали великими крейсери 1-го класу; Малі крейсери (нім. Kleine Kreuser), якими числилися всі інші.
Родоначальниками «великих крейсерів» стали 2 корабля типу «Ірені» (нім. Irene) — перші бронепалубні крейсери німецького флоту, добудовані у 1888 — 1889 роках. Фактично, крейсери вийшли невдалими — швидкість і дальність плавання залишали бажати кращого, бронювання було слабким, а численна артилерія не швидкострільною.

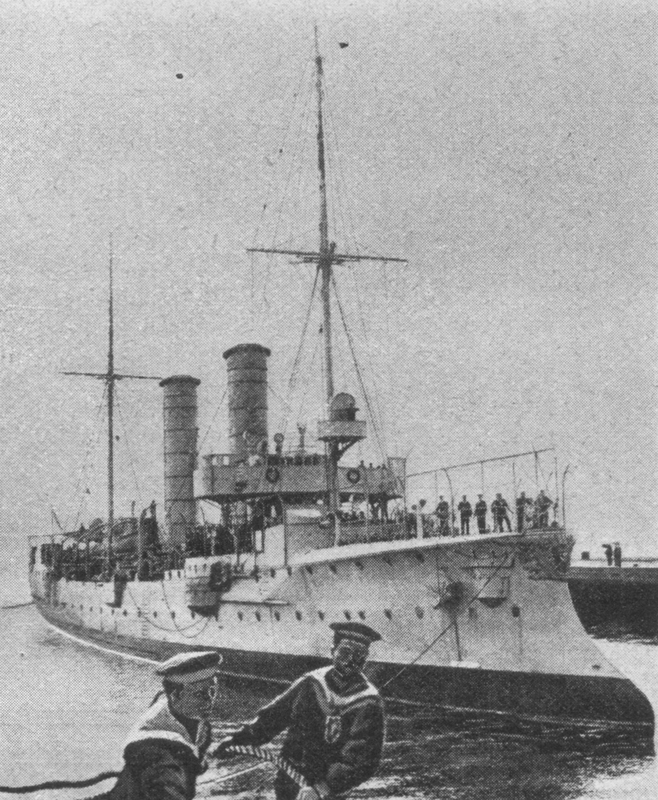
Бронепалубний крейсер «Ніоба» типу «Газелле».

Зростаючі амбіції флоту продемонстрував наступний проект — крейсер «Кайзерін Аугуста» (нім. Kaiserin Augusta), ввійшов у стрій в 1892 році. Призначався для дій на комунікаціях, тому цей великий крейсер ніс солідне озброєння, гідне бронювання та мав високу швидкість ходу. Вперше німці застосували тривальну силову установку. Не обійшлося і без проблем — дуже легкий корпус довелося додатково підкріплювати. Тим не менш, «Кайзерін Аугуста» стала першим німецьким крейсером, побудованому на рівні тогочасних світових стандартів.
Наступний проект великого бронепалубного крейсери виявився менш вдалим. 5 крейсерів типу «Вікторія Луїзе» (нім. Victoria Louise), які вступили до складу флоту в 1898 — 1899 роках, мали солідне озброєння, але обмежена дальність не дозволяла застосовувати їх для океанських рейдів, а для служби при ескадрі їм не вистачало швидкості. Більшу частину своєї кар'єри ці крейсери провели в якості навчальних. На цьому типі захоплення німецького флоту великими бронепалубними крейсерими закінчилося.

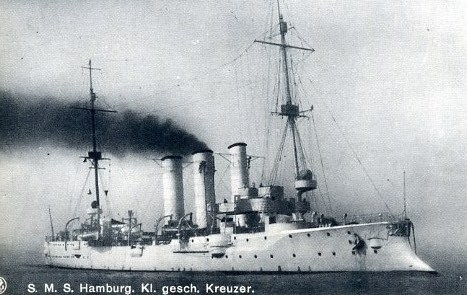
Бронепалубний крейсер «Гамбург» типу «Бремен».

Середнім за розмірами бронепалубнbv крейсерим, вельми популярним в інших флотах, німецькі моряки до кінця XIX століття не приділяли особливої уваги. По суті, єдиним представником виявився «Гефіон» (нім. Gefion), побудований до 1894 році. Вперше на цьому кораблі, німці використовували в якості головного калібру 105-мм гармати, сподіваючись на їх високу швидкострільність.
Набагато більше уваги в Німеччині приділяли розвитку «малих крейсерів», призначених для служби при ескадрі, особливо після приходу на посаду керівника флоту Альфреда Тірпіца. Першим з них став крейсер «Хела» (нім. Hela), що розвинувся, в свою чергу, з бронепалубних авізо типу «Ягд» (нім. Wacht). Невеликий корабель, який увійшов в дію в 1896 році, мав дуже слабке озброєння, але відрізнявся хорошою мореходністю і гідною швидкістю. За ним пішли помітно більші крейсери типу «Газелле» (нім. Gazelle) — 10 одиниць, добудованих в 1900 — 1904 роках. Оснащені 105-мм гарматами, вони не виділялися своєю швидкістю ходу серед зарубіжних однокласників.
Наступна серія — 7 крейсерів типу «Бремен» (нім. Bremen), складалася з ще більш великих кораблів, причому приріст водотоннажності пішов, головним чином, на силову установку і нові кораблі розганялися до 23 вузлів. Крейсер «Любек» (нім. Lübeck), який входив в серію, отримав в експериментальних цілях паротурбінну силову установку, причому на двох валах оберталося 8 гвинтів. Всі вони увійшли до складу флоту в 1904 — 1907 роках.
Німецькі бронепалубні крейсери формально не виділялися особливими перевагами серед крейсерів інших країн, але відрізнялися помітно більшою бойовою живучістю, якій в німецькому флоті надавали особливого значення.
| Порівняльні ТТХ бронепалубніх крейсерів Німеччини |                                |                                              |                                                                |                        |                      |                                                   |                                                    |
| Характеристики                                    | «Ірене»                        | «Кайзерін Аугуста»                           | «Вікторія Луїзе»                                               | «Гефіон»               | «Хела»               | «Газелле»                                         | «Бремен»                                           |
| Водотоннажність, т                                | 5020                           | 6218                                         | 6389 — 6589                                                    | 4275                   | 2049                 | 2916 — 3130                                       | 3756 — 3816                                        |
| Артилерія                                         | 14 — 150-мм, 6 — 37-мм         | 4 — 150-мм, 8 — 105-мм, 8 — 88-мм, 4 — 37-мм | 2 — 210-мм, 8 — 150-мм, 10 — 88-мм                             | 10 — 105-мм, 6 — 52-мм | 4 — 88-мм, 6 — 52-мм | 10 — 105-мм                                       | 10 — 105-мм                                        |
| Торпедні апарати                                  | 3×1 — 350-мм                   | 5×1 — 350-мм                                 | 4×1 — 450-мм                                                   | 2×1 — 450-мм           | 3×1 — 450-мм         | 3×1 — 450-мм                                      | 2×1 — 450-мм                                       |
| Бронювання, мм                                    | Палуба — 50 — 75, гласис — 120 | Палуба — до 70, рубка — 120                  | Палуба — 40 — 100, башти — до 100, каземати — 100, рубка — 100 | Палуба — 25 — 40       | Палуба — 25          | Палуба — 50 — 80, щити гармат ГК — 50, рубка — 80 | Палуба — 35, щити гармат ГК — 50, рубка — 80 — 100 |
| Енергетична установка, к. с.                      | 8000                           | 15 650                                       | 10 790                                                         | 9000                   | 6000                 | 6000 — 8000                                       | 11 750 — 12 280 (14 403 на «Любеке»)               |
| Максимальна швидкість, вузлів                     | 18                             | 21,6                                         | 18,5 — 19,1                                                    | 19 — 20,5              | 20                   | 19,5 — 21,5                                       | 23,1 («Любек» — 23,4)                              |

## Бронепалубні крейсери Італії

Бронепалубний крейсер «Етна».

З початку 1880-х років, морально оговтавшись від поразки біля Лісси, почав поступово відроджуватися італійський флот. Маючи досить обмежені ресурси, як технологічні, так і фінансові, італійці активно залучали до співпраці провідні іноземні компанії. Щодо конструкції кораблів, італійський підхід характеризувався прагненням створити універсальні бойові одиниці, добре озброєні і швидкохідні. Вимоги дальності плавання і мореплавства вважалися другорядними, зважаючи на зосередженість італійських інтересів у Середземному морі.
Першим бронепалубним крейсером італійського флоту став «Джованні Бозан», побудований у 1885 році знаменитою британською компанією «Армстронг». Нова бойова одиниця оцінювалася дуже високо, поєднуючи хорошу швидкість з потужним озброєнням, при скромній водотоннажності. Задоволене крейсером, італійське морське командування замовило вітчизняній промисловості 4 схожих крейсери типу «Етна» (італ. Etna). Вони увійшли в дію в 1887—1889 роках і за дивною італійською класифікацією, так само, як і прототип, знаходилися в складі флоту як «таранно-торпедні кораблі» (італ. Ariete-torpediniere). Однак за своїм основними характеристиками, тип «Етна» помітно поступався «Джованні Бозану».
Перші малі крейсери італійського флоту були також побудовані у Великій Британії. У 1887 році італійський уряд перекупив у фірми «Армстронг» корабель який будувався для Греції і ввів його до складу як крейсер «Догалі» (італ. Dogali). Майже одночасно цій компанії був замовлений крейсер «П'ємонті» (італ. Piemonte), причому італійці вимагали вмістити в мінімальну водотоннажність максимум озброєння та забезпечити високу швидкість ходу. Філіп Уоттс впорався із завданням і повністю задовольнив замовників. Досить сказати, що «П'ємонт», який вступив в дію в 1889 році, став першим у світі кораблем, озброєним швидкострільною артилерією середнього калібру.
Малі крейсери вітчизняної будови виявилися менш вдалими. Хоча 6 крейсерів типу «Умбрія» (італ. Umbria) створювалися на базі проекту «П'ємонт», їхня швидкість була нижчою, а озброєння слабшим. В цілому тип було визнано застарілим ще на етапі будування, яка закінчилася у 1894 — 1901 роках. Крім того, італійський флот отримав ряд крейсерів, які були спеціально призначені для колоніальної служби. Спочатку, в 1897 році, у стрій увійшла «Калабрія» (італ. Calabria), а у 1913 році на базі цього проекту побудували 2 одиниці типу «Базиліката» (італ. Basilikata). Реальна бойова цінність кораблів була не велика.
Залишки останнього італійського бронепалубного крейсери «Пулья», сьогодні можна побачити на території паркового комплексу Вітторіале на озері Гарда, куди він був доставлений за наказом господаря маєтку, Габріеле д'Аннунціо.
| Порівняльні ТТХ бронепалубних крейсерів Італії |                                              |                                              |                                               |                                               |                                                   |                                              |                                  |
| Характеристики                                 | «Джованні Бозан»                             | «Етна»                                       | «Догалі»                                      | «П'ємонте»                                    | «Умбрія»                                          | «Калабрія»                                   | «Базиліката»                     |
| Водотоннажність, т                             | 3383                                         | 3737 — 3888                                  | 2235                                          | 2824                                          | 2411 — 3110                                       | 2660                                         | 3187                             |
| Артилерія                                      | 2 — 254-мм, 6 — 152-мм, 4 — 57-мм, 9 — 37-мм | 2 — 254-мм, 6 — 150-мм, 5 — 57-мм, 6 — 37-мм | 6 — 152-мм, 9 — 57-мм                         | 6 — 152-мм, 6 — 120-мм, 10 — 57-мм, 6 — 37-мм | 2 — 152-мм, 6 — 120-мм, 7/10 — 57-мм, 2/8 — 37-мм | 4 — 152-мм, 4 — 120-мм, 8 — 57-мм, 8 — 37-мм | 6 — 152-мм, 5 — 76-мм, 2 — 47-мм |
| Торпедні апарати                               | 2×1 — 355-мм                                 | 2×1 — 355-мм                                 | 4×1 — 355-мм                                  | 2×1 — 355-мм                                  | 2×1 — 450-мм                                      | 2×1 — 450-мм                                 | —                                |
| Бронювання, мм                                 | Палуба — 37, рубка — 12                      | Палуба — 37, рубка — 12                      | Палуба — 50, щити гармат ГК — 114, рубка — 50 | Палуба — 75, щити гармат ГК — 114, рубка — 75 | Палуба — 25                                       | Палуба — 50, рубка — 50                      | Палуба — 25, рубка — 50          |
| Енергетична установка, к. с.                   | 6470                                         | 6252 — 7480                                  | 5012                                          | 7100                                          | 6842 — 7677                                       | 4260                                         | 5000                             |
| Максимальна швидкість, вузлів                  | 17,4                                         | 16,6 — 18                                    | 17,7                                          | 20,4                                          | 17,8 — 19,8                                       | 16,4                                         | 15,7                             |

## Бронепалубні крейсери інших європейських країн

### Бронепалубні крейсери Іспанії

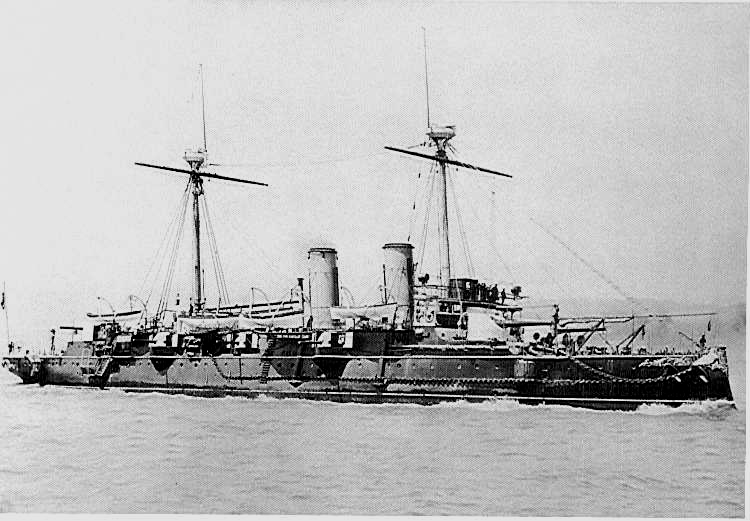
Бронепалубний крейсер «Рейна Регенті».

У другій половині XIX століття Іспанія переживала епоху тривалого занепаду і це не сприяло розвитку ВМС. Ще однією проблемою була боротьба політичних сил, що мали досить різні погляди на будівництво флоту. Тим не менш, статус колоніальної держави зобов'язував Іспанське королівство тримати крейсерський флот, хоча більшу його частину складали маленькі, кораблі без броні. Лише 4 крейсери типу «Ісла де Лусон» (ісп. Isla de Luzon) мали тонку броньову палубу, по суті, ці кораблі були швидше канонерськими човнами.
Першим повноцінним бронепалубним крейсером іспанського флоту став «Рейна Регенті» (ісп. Reina Regente), спроектований і побудований у Великій Британії і спущений на воду в 1887 році. Корабель вийшов непогано озброєним і захищеним, досить швидкохідним і за зразком заклали ще 2 крейсери на іспанських верфях. Однак характерна для Іспанії відсталість промисловості призвела до дуже тривалих термінів будівництва. Якість теж виявилася не на висоті — крейсери вийшли тихохідними і перевантаженими. У підсумку, «Лепанто» все-таки вступив в дію в 1895 році як навчальний корабель, а «Альфонсо XIII» пройти випробування не зміг і був відправлений на злам.
Лінія малих бронепалубних крейсерів була представлена крейсером «Ріо де ла Плата», який побудали до 1900 році і 2 крейсери типу «Естремадура» (ісп. Extremadura), що поповнили флот флот в 1902 році. Характерно, що ці скромні кораблі були побудовані на пожертви іспанських емігрантів. Останнім бронепалубним крейсером іспанського флоту став «Рейна Регенті II», який успадкував ім'я загиблого в 1895 році корабля. Цілком сучасний на момент закладки в 1899 році крейсер будувався так довго, що застарів вже при вступі в дію в 1908 році.

### Бронепалубні крейсери Португалії
До кінця XIX століття Португалія була однією з найбідніших країн Європи. При цьому країна зберігала великі колоніальні володіння в Африці та Азії, які потребували забезпечення військово-морськими силами, а погіршення відносин з традиційним союзником — Великою Британією, призвело до прийняття в 1890 році суднобудівної програми, яка передбачала, зокрема, будівництво 10 крейсерів. Однак державне банкрутство Португалії в 1892 році призвело до відмови від більшої частини намічених планів.
Перший бронепалубний крейсер португальського флоту «Адамаштур» (порт. Adamastor) будувався в Італії, частково на кошти, зібрані по підписці. Корабель був спущений на воду в 1896 році і був пересічним крейсером 3-го класу, придатним лише для колоніальної служби. У 1898 році у Франції зійшли зі стапелів 2 крейсери типу «Сан Габріель» (порт. São Gabriel), замовлені португальцями і, в цілому, мало відрізнялися від «Адамаштура». Однак неприємним сюрпризом для замовників став недобір контрактної швидкості. За французьким кресленнями мали намір побудувати ще 4 крейсери в самій Португалії, але фінансові проблеми змусили обмежитися лише одним. «Раінья донья Амелія» (порт. Rainha Dona Amélia) була спущена в 1899 році. Найпотужнішим крейсером португальського флоту став «Дон Карлос I» (порт. Dom Carlos I). Замовлений у фірми «Армстронг», він був типовим продуктом цієї компанії. Водотоннажністю трохи більше 4000 тонн, корабель ніс солідне озброєння і розвивав високу швидкість ходу. На воду спустили в 1898 році.

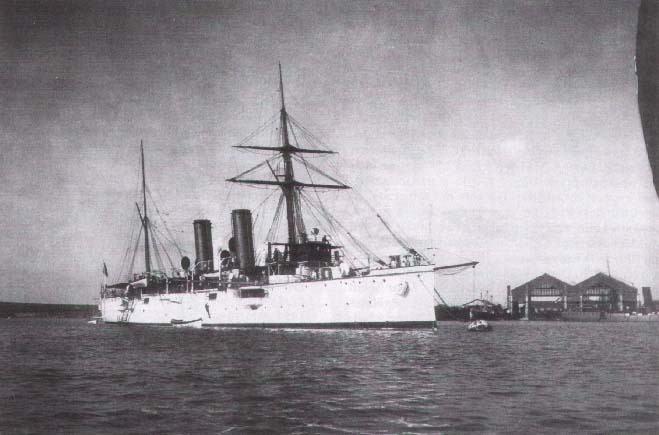
Бронепалубний крейсер «Зента».

### Бронепалубні крейсери Австро-Угорщини
Розвиток флоту Австро-Угорщини також відбувався в дуже складних умовах. Угорські парламентарі регулярно перешкоджали виділенню коштів на морські озброєння, і керівництву флоту доводилося жити в режимі крайньої економії. Розвитку крейсерів не сприяли також обмеженість Адріатичного моря і відсутність заморських колоній в імперії. Тому крейсерів було споруджено порівняно небагато, причому спочатку, в силу політичних міркувань, вони іменувалися «торпедно-таранними кораблями» (нім. Torpedo Rammschiff).
В 1890 і 1892 роках флот отримав 2 бронепалубних крейсери типу «Кайзер Франц-Йосип I» (нім. Kaiser Franz Joseph I). Середні за розмірами кораблі мали хороше озброєння, гідний захист і пристойну швидкість. Дальності та мореплавства в австро-угорському флоті не надавали особливого значення. Малі бронепалубні крейсери були представлені 3 одиницями типу «Зента» (нім. Zenta). У мирний час ці пересічні кораблі демонстрували прапор у закордонних водах, у воєнний повинні були підтримувати легкі сили. в стрій вони увійшли в 1899 — 1901 роках.

### Бронепалубні крейсери Нідерландів

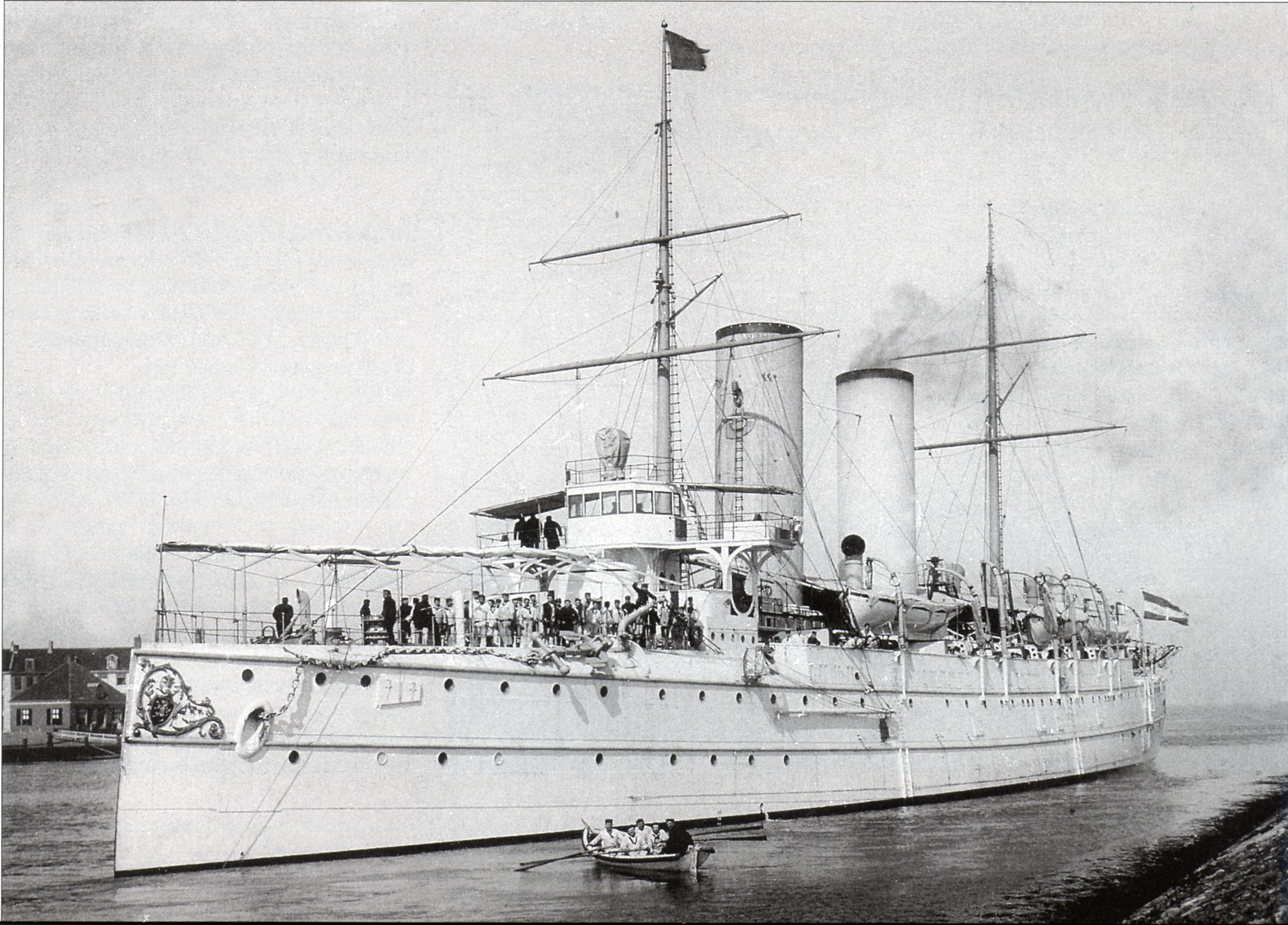
Бронепалубний крейсер «Ноорд Брабант» типу «Холланд».

Флот Нідерландів складався з двох різних частин. Для оборони власного узбережжя голландці будували броненосці берегової оборони і монітори. Для охорони великих колоніальних володінь існував крейсерський флот. Однак у зв'язку з нестачею коштів, крейсери будувалися рідко і в режимі крайньої економії.
Першим бронепалубним крейсером голландського флоту стала «Суматра» (нід. Sumatra), спущена на воду в 1890 році. Маленький корабель мав більш ніж скромні характеристики і був придатний лише для колоніальної служби. Помітно більш високі характеристики мав наступний крейсер — «Кеніген Вільгеміна дер Нідерланден» (нід. Koningin Wilhelmina Der Nederlanden), зійшов на воду в 1892 році. При водотоннажності трохи більше 4500 тонн, цей корабель ніс 6 видів артилерії п'яти різних калібрів, від 280-мм до 37-мм. Це поєднувалося з низькою швидкістю і викликало сумніви у приналежності до класу крейсерів. У 1898 — 1899 роках флот Нідерландів поповнили відразу 6 бронепалубных крейсерів типу «Холланд» (нід. Holland). Середні у всіх своїх якостях кораблі призначалися для несення служби в колоніях.

### Бронепалубні крейсери скандинавських країн

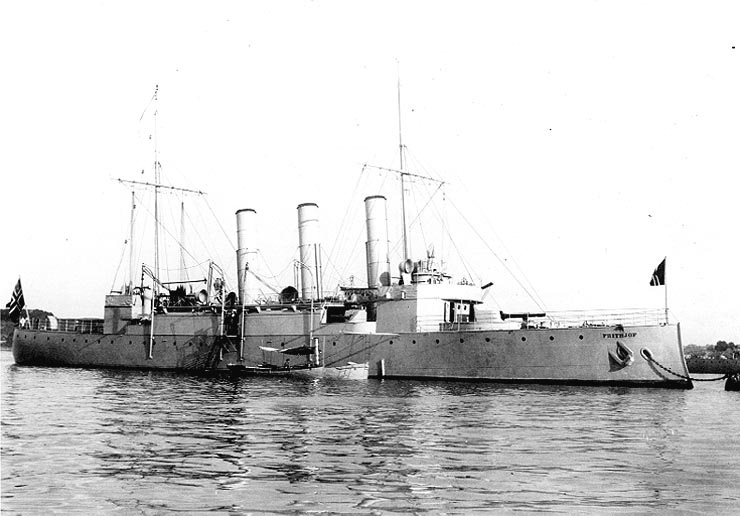
Бронепалубний крейсер «Фрітьоф».

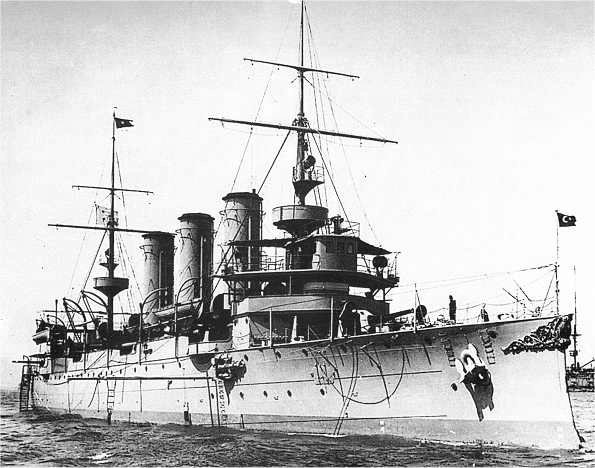
Бронепалубний крейсер «Хамідіє».

Основу колись солідного данського флоту становили броненосці берегової оборони. Особливої потреби в крейсерих Данія не відчувала, але мала хронічний дефіцит коштів на військові потреби. Перший данський бронепалубний крейсер «Валькіріен» (дан. Valkyrien) зійшов на воду в 1888 році. Маючи водотоннажність трохи менше 3000 тонн, цей корабель став, по суті, місцевим варіантом «Есмеральди». Характеристики крейсери були цілком пристойними для тих років, але навіть такий невеликий корабель здався данцям занадто дорогим.
В результаті, наступний данський бронепалубний крейсер «Гекла» (дан. Hekla), спущений у 1890 році, мав водотоннажність більше ніж вдвоє меншу, хоча зберігав його загальну компоновку і став, свого роду «міні-елсвіком». Задоволене результатом данське керівництво замовило ще 2 схожих корабля типу «Гейзер» (дан. Gejser). Вони зійшли на воду в 1892 — 1894 роках і стали одними з найбільш мініатюрних бронепалубних крейсерів у світі.
Самим маленьким бронепалубним крейсером у світі став норвезький «Вікінг», спущений зі стапеля в 1891 році. При водотоннажності трохи більше 1000 тонн, він мав броньову палубу, слабке озброєння і при швидкості 15 вузлів був радше чимось проміжним між крейсерими і канонерськими човнами. У 1896 році маленький норвезький флот отримав трохи збільшений варіант «Вікінга» — крейсер «Фрітьоф».

### Бронепалубні крейсери причорноморських країн
Флот Османської імперії перебував у занепаді після російсько-турецької війни 1877—1878 років. Після греко-турецького конфлікту 1897 року, де флот проявив себе не кращим чином, була прийнята програма реорганізації військово-морських сил. В рамках цієї програми були замовлені і 2 бронепалубних крейсери. «Абдул-Меджид» був побудований в США компанією «Крамп» і увійшов в дію в 1903 році. За своєю конструкцією цей корабель, незважаючи на місце побудови, був типовим «элсвікським» крейсером. Фірмою «Армстронг» був побудований до 1904 році інший турецький бронепалубний крейсер «Абдул-Хамід». Він був майже повним повторенням «Абдул-Меджіда», але мав застарілі циліндричні котли, які через низький рівень бойової підготовки турецьких моряків, виявилися більш надійними, ніж водотрубні котли «Абдул-Меджіда». Після молодотурецкої революції 1908 року обидва крейсери перейменували в «Меджидіє» і «Хамідіє» відповідно.
Свій бронепалубний крейсер отримала і Румунія. Побудований «Армстронгом» крейсер «Елізабет», спущений на воду в 1888 році, відносився до категорії «міні», маючи водотоннажність близько 1300 тонн. Тим не менш, корабель отримав потужне для своїх розмірів озброєння, який відрізнявся непоганою для свого часу швидкістю, а обмежена дальність не грала особливої ролі в Чорному морі.

## Бронепалубні крейсери США

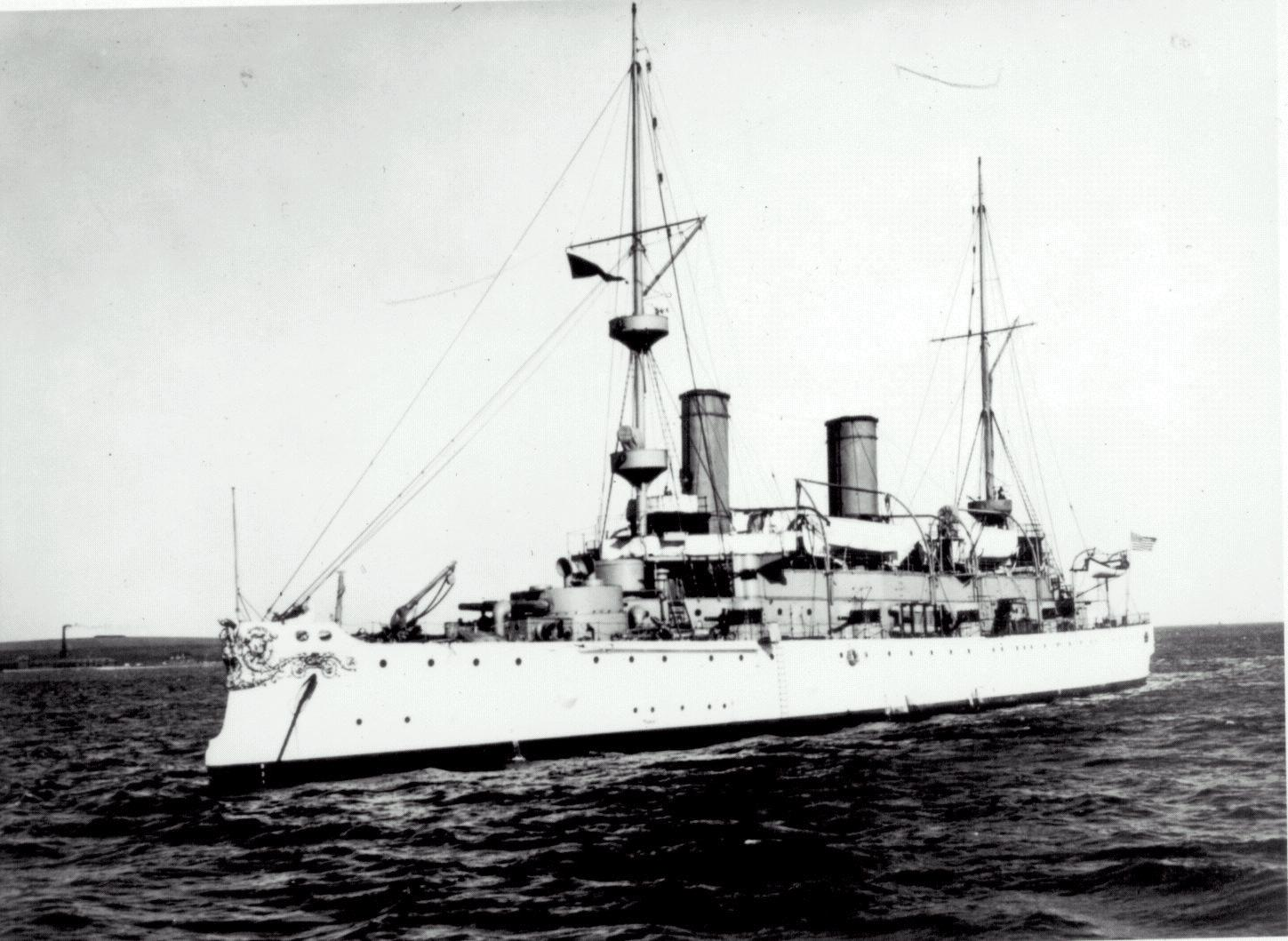
Бронепалубний крейсер «Олімпія».

Після закінчення Громадянської війни 1861—1865 років, американський флот перебував у стані глибокого занепаду. Кошти на нові бойові одиниці практично не виділялися і до початку 1880-х років, флот США поступався не тільки провідним європейським флотам, але і деяких латиноамериканським. Подібне положення справ привело до прийняття Конгресом США у 1883 році спеціального закону про флот, в результаті якого було розпочато будівництво «Нового флоту» (англ. New Navy). Характерно, що першими кораблями, замовленими за програмою будівництва нового флоту стали 3 крейсери і одне посильне судно, відомі під абревіатурою ABCD — «Атланта» (англ. Atlanta), «Бостон» (англ. Boston), «Чикаго» (англ. Chicago) і «Долфін» (англ. Dolfin).
По суті, перші американські крейсери застаріли ще до вступу в дію. Пара типу «Атланта» і «Чикаго», які стали їх збільшеним варіантом, відрізнялися низькою швидкістю, поганою мореходністю, несли повне вітрильне озброєння, їх броньовий захист був явно недостатнім, а формально потужна артилерія не скорострільною і невдало розташованою. Вся трійка увійшла до складу флоту в 1886 — 1889 роках.

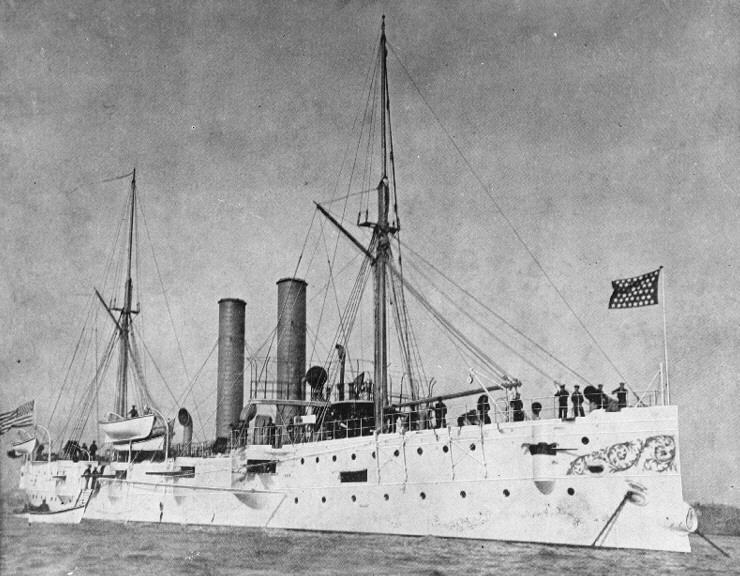
Бронепалубний крейсер «Детройт» типу «Монтгомері».

Перші повноцінні бронепалубні крейсери з'явилися в американському флоті лише внаслідок реалізації програми 1885 року. Побудована за цією програмою п'ятірка крейсерів вже мала гідну швидкість і солідне бронювання. Слід зауважити, що лише «Ньюарк» і «Сан-Франциско» (англ. San Francisco) були побудовані за оригінальними проектами, а конструкція «Чарльстона» (англ. Charleston), «Балтімора» (англ. Baltimore) і «Філадельфії» (англ. Philadelphia) ґрунтувалася на британських зразках. Флот вони поповнили у 1889 — 1891 роках.
Найбільш великим крейсером, побудованим за програмою 1888 року, стала «Олімпія». Цей потужний, добре захищений і швидкохідний корабель показав, що американське суднобудування поступово виходить на новий рівень, який не поступається європейським державам. Прозваний «білим крейсером» він увійшов в дію в 1895 році. Бажання мати спеціалізовані «винищувачі торгівлі» призвело до появи двох крейсерів типу «Коламбія», поставлених у 1894 році. Дуже великі, водотоннажністю понад 8000 тонн, вони відрізнялися солідною дальністю плавання і гідною швидкістю, але ці показники не були чимось винятковим. Озброєння, однак, виявилося дуже слабким для кораблів таких розмірів і викликало різку критику. Крім того, не цілком задоволене Морське відомство США придбало в 1898 році два крейсери, які будувалися у Великій Британії для Бразилії та включило їх до складу флоту, як тип «Нью-Орлеан».
Лінія розвитку малих бронепалубних крейсерів в американських ВМС була розпочата в 1894 році, двома крейсерими типу «Цинциннаті». Для своїх скромних розмірів, вони були дуже добре озброєні, можливо, навіть занадто. Безліч стволів несли також три крейсери типу «Монтгомері», які увійшли до складу флоту в 1893 — 1894 роках. Ще менші, ніж тип «Цинциннаті», вони мали помірну швидкість і дуже слабке бронювання. Останніми класичними бронепалубними крейсерими американського флоту стали 6 кораблів типу «Денвер». Гармат на них було теж багато, але мала швидкість наближала їх швидше до канонерських човнів. Ці крейсери були поставлені флоту в 1903 — 1905 роках.
| Порівняльні ТТХ бронепалубних крейсерів США |                                              |                                                          |                                              |                                                         |                                                         |                                              |                                              |                                                                              |                                                           |                                               |                                                 |                                  |                                   |
| Характеристики                              | «Атланта»                                    | «Чикаго»                                                 | «Ньюарк»                                     | «Чарльстон»                                             | «Балтімор»                                              | «Філадельфія»                                | «Сан-Франциско»                              | «Олімпія»                                                                    | «Коламбіа»                                                | «Нью-Орлеан»                                  | «Цинциннаті»                                    | «Монтгомері»                     | «Денвер»                          |
| Водотоннажність, т                          | 3189 — 3240                                  | 4942                                                     | 4665                                         | 4267                                                    | 5436                                                    | 5305                                         | 4583                                         | 6663                                                                         | 8270 — 8420                                               | 4011                                          | 3339                                            | 2235                             | 3514 — 3570                       |
| Артилерія                                   | 2 — 203-мм, 6 — 152-мм, 2 — 57-мм, 2 — 37-мм | 4 — 203-мм, 8 — 152-мм, 2 — 127-мм, 2 — 57-мм, 2 — 37-мм | 12 — 152-мм, 4 — 57-мм, 4 — 47-мм, 2 — 37-мм | 2 — 203-мм, 6 — 152-мм, 4 — 57-мм, 2 — 47-мм, 2 — 37-мм | 4 — 203-мм, 6 — 152-мм, 4 — 57-мм, 2 — 47-мм, 2 — 37-мм | 12 — 152-мм, 4 — 57-мм, 2 — 47-мм, 2 — 37-мм | 12 — 152-мм, 4 — 57-мм, 2 — 47-мм, 2 — 37-мм | 4 — 203-мм, 10 — 127-мм, 14 — 57-мм, 6 — 37-мм                               | 1 — 203-мм, 2 — 152-мм, 8 — 102-мм, 12 — 57-мм, 4 — 37-мм | 6 — 152-мм, 4 — 120-мм, 10 — 57-мм, 8 — 37-мм | 1- 152-мм, 10 — 127-мм, 8 — 57-мм, 2/4 — 37-мм  | 9 — 127-мм. 6 — 57-мм, 2 — 37-мм | 10 — 127-мм, 8 — 57-мм, 2 — 37-мм |
| Торпедні апарати                            | —                                            | —                                                        | —                                            | —                                                       | —                                                       | —                                            | —                                            | 6×1 — 457-мм                                                                 | 4×1 — 356-мм/457-мм                                       | 3×1 — 457-мм                                  | 4×1 — 457-мм                                    | 3×1 — 457-мм                     | -                                 |
| Бронювання, мм                              | Палуба — 37, барбети — 51                    | Палуба — 20 — 37                                         | Палуба — 51 — 76, рубка — 76                 | Палуба — 51 — 76, барбети — 51, рубка — 51              | Палуба — 63 — 102, рубка — 76                           | Палуба — 63 — 102, рубка — 76                | Палуба — 51 — 76, рубка — 76                 | Палуба — 51 — 120, щити гармат — 102, башти — 89, барбети — 114, рубка — 127 | Палуба — 37 — 102, каземати — 102, рубка — 127            | Палуба — 30 — 89, рубка — 102                 | Палуба — 25 — 63, каземати — 102-мм, рубка — 51 | Палуба — 11 — 19                 | Палуба — 8 — 63, каземати — 30    |
| Енергетична установка, к. с.                | 3500 — 4030                                  | 5000                                                     | 8500                                         | 7650                                                    | 10 750                                                  | 10 064                                       | 10 500                                       | 13 500                                                                       | 18 509 — 21 500                                           | 7500                                          | 10 000                                          | 5227 — 5400                      | 4640                              |
| Максимальна швидкість, вузлів               | 13 — 14                                      | 14                                                       | 18                                           | 18,9                                                    | 19 — 20,1                                               | 19                                           | 19                                           | 20 — 21,7                                                                    | 20,8 — 21                                                 | 20                                            | 19                                              | 17 −19                           | 16,7                              |

## Бронепалубні крейсери Латинської Америки

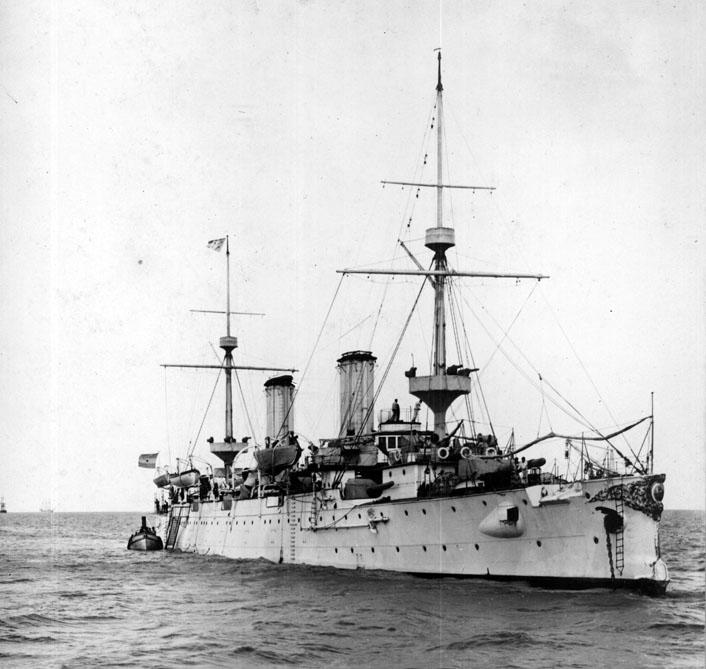
Бронепалубний крейсер «Буенос-Айрес».

В останній чверті XIX століття досить помітне місце в світовому військово-морському балансі грали флоти провідних латиноамериканських країн. Аргентина, Бразилія та Чилі, ведучи гостре суперництво між собою, створили значні військово-морські сили. Характерною рисою цих флотів стала ставка на іноземних виробників, насамперед британських, що дозволило поповнювати корабельний склад досить досконалими бойовими одиницями, у тому числі, бронепалубними крейсерими.

### Бронепалубні крейсери Аргентини
Першим бронепалубнім крейсером Аргентини стала «Патагонія», побудована в Австро-Угорщині до 1887 році. Корабель вийшов дуже маленьким і тихохідним, за крейсерськими мірками, і швидше був морехідним канонерським човном. Надалі аргентинці надали перевагу співпраці зі знаменитою фірмою «Армстронг» і отримали цілий ряд досить досконалих крейсерів.
У 1891 році до складу аргентинського флоту увійшов крейсер «Вейнтісінко де Майо» , причому фірма заклала цей корабель, навіть не маючи на нього покупця. При скромних розмірах, крейсер був вельми швидкохідним, хоча мав на озброєнні не швидкострільні німецькі гармати Круппа. Задоволені результатом аргентинські моряки замовили його поліпшену версію, і в 1893 році флот поповнився «Нуеве де Хуліо». Цей корабель в цілому повторював попередника, але був озброєний швидкострільною артилерією британського виробництва. Останнім бронепалубним крейсером аргентинського флоту, також замовленим у «Армстронга», став «Буенос-Айрес» , поставлений в 1896 році. Більш великий, ніж попередні, він ніс і більш сильну артилерію і володів високими швидкісними якостями. Після цього, Аргентина, готуючись до війни з Чилі, вважала за краще замовляти панцерні крейсери.

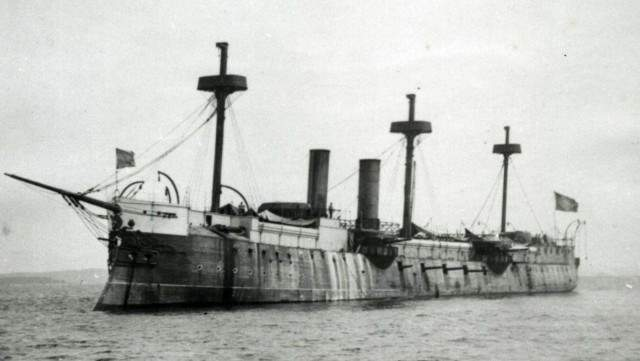
Бронепалубній крейсер «Альміранте Тамандаре».

### Бронепалубні крейсери Бразилії
Першим і останнім бронепалубним крейсером, побудованим на бразильських верфях, причому за допомогою фірми «Армстронг», став «Альміранте Тамандаре» (порт. Almirante Tamandaré), який увійшов у стрій в 1893 році. Корабель являв собою суміш новітніх і застарілих технічних рішень. Його швидкість була недостатньою для 1890-х років, він мав архаїчне вітрильне озброєння, а артилерія хоча і була швидкострільною, розташовувалася вельми невдало.
Інші крейсери замовлялися іноземним виробникам. У 1892 році французами був спущений на воду, замовлений для бразильського флоту малий крейсер «Бенджамін Констан», що мав досить низькі характеристики і використовувався лише для навчальних цілей. Ще меншим виявився крейсер «Републіка» побудований до 1892 році «Армстронгом». Незважаючи на водотоннажність 1300 тонн, він вважався цілком вдалим для свого розміру кораблем.
Швидке зростання аргентинського флоту змусило Бразилію замовити у традиційного постачальника серію з 3 повноцінних «элсвікських» крейсерів. Однак до складу бразильського флоту в 1897 році увійшов лише «Альміранте Баррозо» (порт. Almirante Barroso), а два інших були перекуплені США. При помірній водотоннажності він ніс досить сильне озброєння і мав непоганий хід.

### Бронепалубні крейсери Чилі

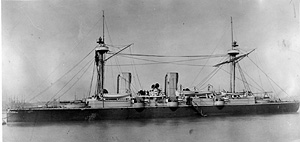
Бронепалубний крейсер «Есмеральда».

Першим чилійським бронепалубним крейсером стала знаменита «Есмеральда» (ісп. Esmeralda)— прабатько всіх «элсвікських» крейсерів. Ввійшов у стрій в 1884 році, цей корабель справив фурор у військово-морських колах, поєднуючи потужне озброєння і пристойне бронювання з високою швидкістю ходу. До недоліків проекту відносилися перевантаження важким озброєнням і недостатня мореходность. Останнє виявилося після продажу в 1894 році «Есмеральди» Японії. У 1892 році чилійський флот отримав з Франції 2 невеликих крейсери типу «Президенте Ерразуріз» (ісп. Presidente Errazuriz), які володіли досить пересічними характеристиками.
Надалі в Чилі надавали перевагу продукції «Армстронга». У 1894 році чилійський флот отримав крейсер «Бланко Енкалада» (ісп. Blanco Encalada). Досить швидкісний, морехідний і потужно озброєний корабель який дуже сподобався покупцеві і надійшло нове замовлення, на броненосний крейсер «Есмеральда II». Він вийшов не надто вдалим, незважаючи на формально високі характеристики і чилійці повернулися до замовлення помірних за розмірами бронепалубних крейсерів. «Міністро Зентено» (ісп. Ministro Zenteno) був спущений зі стапеля в 1896 році і майже повністю повторював бразильський «Альміранте Баррозо», за винятком складу артилерії. Останнім бронепалубним крейсером чилійського флоту став «Чакабуко» (ісп. Chacabuco), куплений в 1902 році, вже на стадії будівництва і практично однотипний з японським «Такасаго». Для своїх помірних розмірів він був дуже добре озброєний і вважався одним з найбільш швидкохідних крейсерів світу.

### Бронепалубні крейсери інших латиноамериканських країн
Самими великими і потужними кораблями перуанського флоту в першій половині XX століття стали бронепалубні крейсери типу «Альміранте Грау» (ісп. Almirante Grau). Побудовані до 1906 — 1907 років фірмою «Армстронг», вони були порівняно невеликими і пересічними кораблями зі слабким озброєнням і дуже швидко застаріли.
Ще одним кораблем, який заслуговує класифікації бронепалубного крейсери, став уругвайський «Уругвай». Маленький крейсер, водотоннажністю всього 1400 тонн, був побудований німецькою фірмою «Вулкан» до 1910 року і мав чисто символічне бронювання, але, традиційно для Латинської Америки, експлуатувався дуже довго.

## Бронепалубні крейсери Азії

### Бронепалубні крейсери Японії

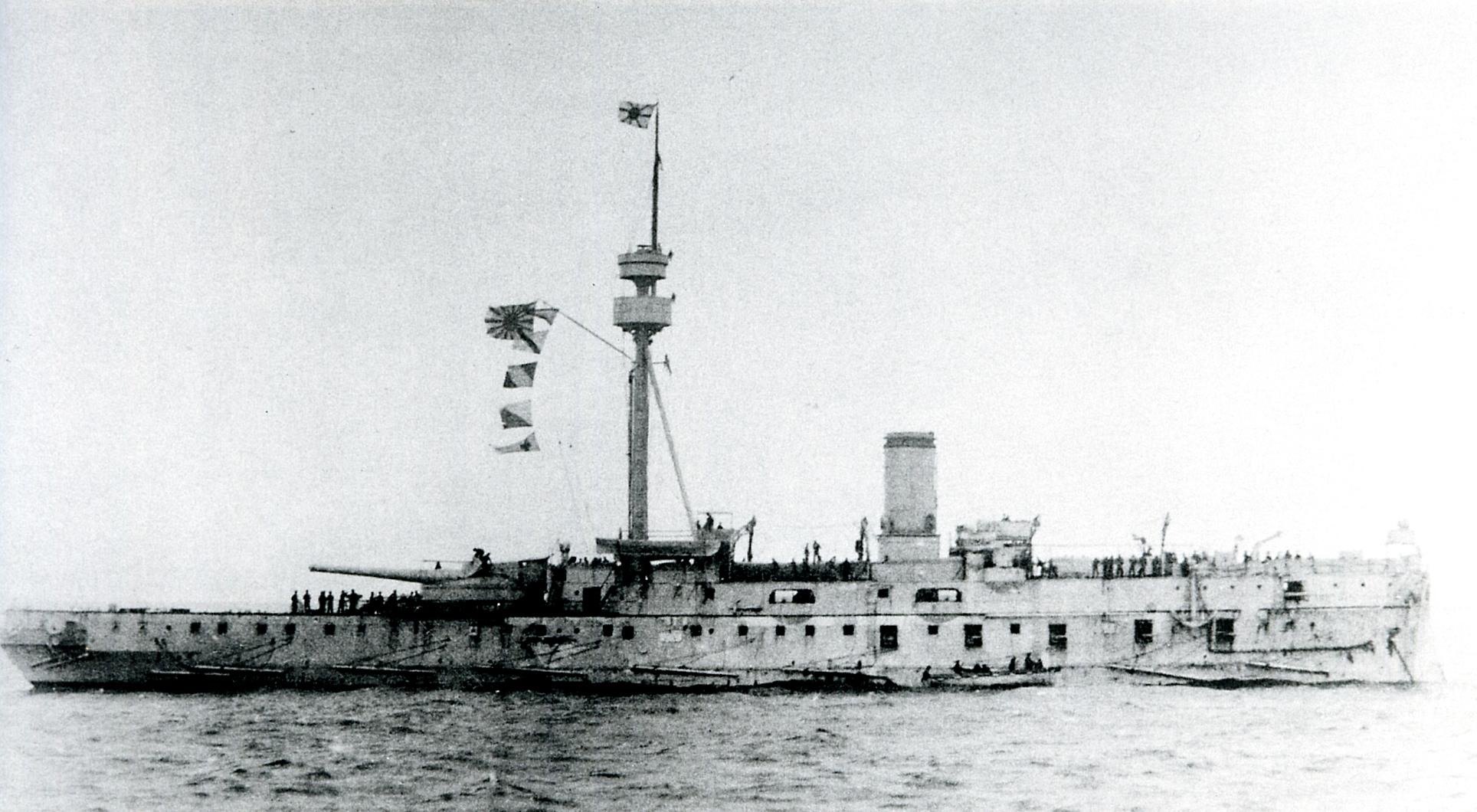
Бронепалубний крейсер «Мацусіма».

Після революції Мейдзі Японія приступила до енергійної модернізації країни з використанням передових західних технологій. Цей процес був особливо добре помітний у японському військово-морському флоті, оскільки він володів у 1870-х роках лише абсолютно застарілими кораблями. Спочатку японці звернулися по військово-технічну допомогу в будівництві флоту до Великої Британії. В результаті першими бронепалубними крейсерими Імператорського флоту стали кораблі, побудовані до 1885—1886 років фірмою «Армстронг» — 2 крейсери типу «Наніва» (яп. 浪速). Спроектовані на основі проекту чилійської «Есмеральди», вони були середніми по своїм бойовим якостям, але цілком добротними крейсерими, хоча і озброєні не швидкострільною артилерією німецького виробництва.
З середини 1880-х років японські моряки тимчасово переорієнтувалися на співпрацю з Францією. Першим і вкрай невдалим досвідом японсько-французького співробітництва у створенні крейсерських сил став крейсер «Унебі» (яп. 畝傍). Невеликий корабель був явно перевантажений, мав недостатню остійність і, після передачі замовнику в 1886 році, безслідно зник на переході з Франції до Японії.

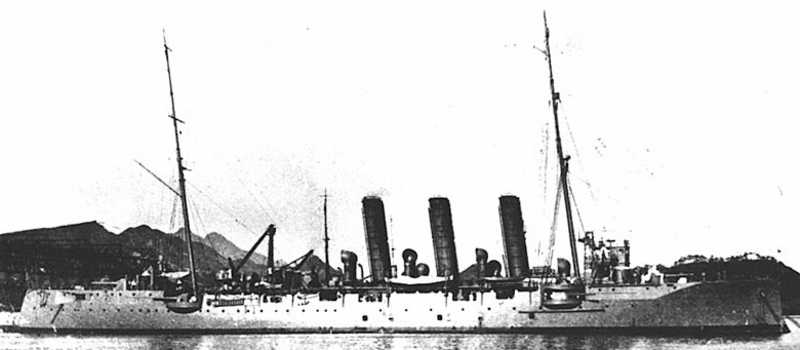
Бронепалубний крейсер «Цусіма».

Не звертаючи уваги такі обставини, японці продовжили співпрацю з французами, уклавши контракт з відомим суднобудівником Емілем Бертеном. Зокрема, за його проектом було побудовано 3 крейсери типу «Мацусіма» (яп. 松島) — одні з найбільш оригінальних крейсерів за всю історію, що увійшли в дію в 1891 — 1894 роках. Порівняно невеликі кораблі повинні були утворювати єдину бойову одиницю, для чого кожен з них ніс по 1 320-мм гармати, причому на двох крейсерих їх встановили в носі, а на одному в кормі. Передбачалося, що вони зможуть впоратися з китайськими броненосцями. Іншу артилерію становили швидкострільні 120-мм гармати. Проект виявився вкрай невдалим. Важка гармата показала себе як абсолютно даремна в бою, захист і швидкість крейсерів також були недостатніми. В цілому, перші крейсери японського флоту були корисні лише для набуття відповідного досвіду.

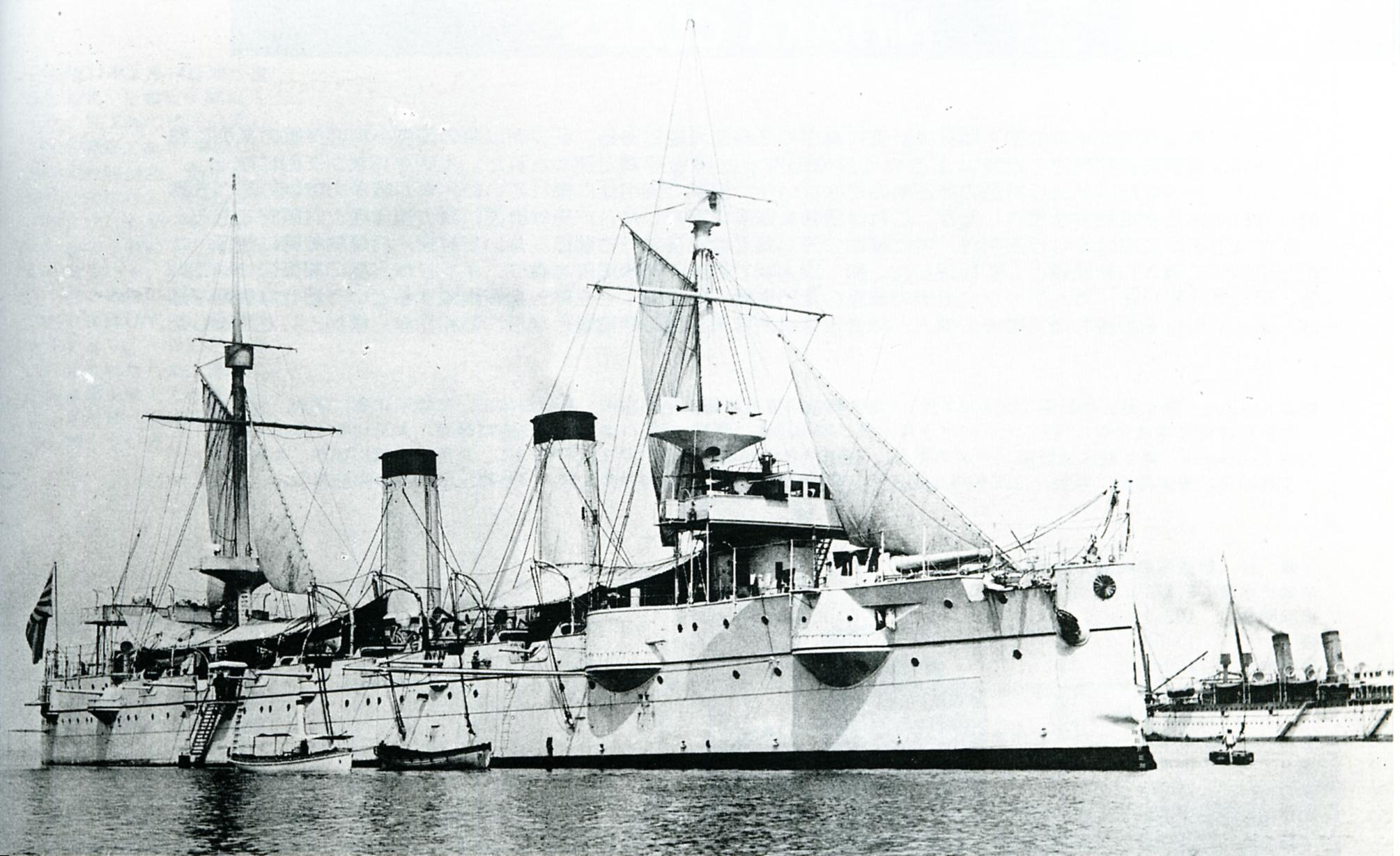
Бронепалубний крейсер «Касагі».

Розчарувавшись у французьких проектах, японські моряки повернулися до співпраці з британцями і відразу отримали відмінну бойову одиницю. Крейсер «Йосіно» (яп. 吉野), отриманий флотом у 1893 році, відрізнявся доброю маневреністю, гідним озброєнням і був самим швидкохідним крейсером свого часу. За британським проектом було побудовано в 1893 році, причому на японській верфі, крейсер «Акіцусіма» (яп. 秋津洲). Першими бронепалубними крейсерими, побудованими в Японії за японським проектом з японських комплектуючих, стали кораблі типу «Сума» (яп. 須磨), що увійшли в дію в 1896—1899 роках і були не дуже вдалими. Не дуже вдалими виявилися і наступні імпортні крейсери — побудований британцями до 1898 році «Такасаго» (яп. 高砂) і тип «Касагі» (яп. 笠置) американської будови, що включав 2 одиниці, які увійшли до складу флоту в 1898—1899 роках. Всі вони страждали від недостатнього мореплавства. Крім того, японський уряд напередодні японо-китайської війни, придбав у Чилі бронепалубний крейсер «Есмеральда», перейменувавши його в «Ідзумі» (яп. 和泉).
Врахувавши помилки, допущені при будівництві крейсерів типу «Сума», японський флот замовив власній промисловості 2 крейсери типу «Цусіма» (яп. 新高). Більш великі, ніж попередники, вони мали більш надійну енергетику і, в цілому, були звичайнісінькими, але добротними кораблями. Їх подальшим розвитком став крейсер «Отова» (яп. 音羽). Він виявився меншим за розмірами, але більш швидкохідним. Всі 3 крейсери увійшли до складу флоту в 1904 році.
За 20 років японський флот пройшов великий шлях — від замовлень за кордоном до будівництва крейсерів на власних верфях і за власними проектами. Останні японські бронепалубні крейсери, загалом, відповідали середньому світовому рівню. Проте вже тоді проявилося характерне для японських суднобудівників прагнення до надмірної насиченості озброєнням порівняно невеликих кораблів.
| Порівняльні ТТХ бронепалубних крейсерів Японії |                                                |                                               |                                                   |                                     |                                     |                                                  |                                                |                                                        |                                   |                                                 |
| Характеристики                                 | «Наніва»                                       | «Унебі»                                       | «Мацусіма»                                        | «Йосіно»                            | «Акіцусіма»                         | «Сума»                                           | «Такасаго»                                     | «Касагі»                                               | «Цусіма»                          | «Отова»                                         |
| Водотоннажність, т                             | 4150                                           | 3672                                          | 4278                                              | 4225                                | 3170                                | 2657 — 2756                                      | 4160                                           | 5598 — 6066                                            | 3716                              | 3388                                            |
| Артилерія                                      | 2 — 260-мм, 6 — 150-мм, 2 — 57-мм, 9 — 37-мм   | 4 — 240-мм, 7 — 150-мм, 2 — 57-мм, 10 — 37-мм | 1 — 320-мм, 11 — 120-мм, 5/11 — 57-мм, 11 — 47-мм | 4 — 152-мм, 8 — 120-мм, 22 — 47-мм  | 4 — 152-мм, 6 — 120-мм, 8 — 47-мм   | 2 — 152-мм, 6 — 120-мм, 10 — 47-мм, 4 — 42-мм    | 2 — 203-мм, 10 — 120-мм, 12 — 76-мм, 6 — 42-мм | 2 — 203-мм, 10 — 120-мм, 12 — 76-мм, 6 — 42-мм         | 6 — 152-мм, 10 — 76-мм, 4 — 42-мм | 2 — 152-мм, 6 — 120-мм, 4 — 76-мм               |
| Торпедні апарати                               | 4×1 — 356-мм                                   | 4×1 — 450-мм                                  | 4×1 — 356-мм                                      | 5×1 — 356-мм                        | 4×1 — 356-мм                        | 5×1 — 457-мм                                     | 3×1 — 457-мм                                   | 4×1 — 457-мм                                           | -                                 | 2×1 — 457-мм                                    |
| Бронювання, мм                                 | Палуба — 51 — 76, щити гармат — 37, рубка — 37 | Палуба — 33                                   | Палуба — 37 — 51, барбет — 305, рубка — 102       | Палуба — 43 — 114, щити гармат— 114 | Палуба — 25 — 76, щити гармат — 114 | Палуба — 25 — 51, щити гармат — 114, рубка — 102 | Палуба — 63 — 114, щити гармат — 63 — 114      | Палуба — 63 — 114, щити гармат — 63 — 114, рубка — 114 | Палуба — 37 — 63, рубка — 102     | Палуба — 51 — 76, щити гармат — 37, рубка — 102 |
| Енергетична установка, к. с.                   | 7120                                           | 6000                                          | 5400                                              | 15 968                              | 8516                                | 8384                                             | 15 500                                         | 13 492                                                 | 9500                              | 10 000                                          |
| Максимальна швидкість, вузлів                  | 18,5                                           | 17,5                                          | 16,5                                              | 22,5 — 23                           | 19                                  | 19,5 — 20                                        | 22,5                                           | 22,5 — 22,75                                           | 20                                | 21                                              |

### Бронепалубні крейсери Китаю

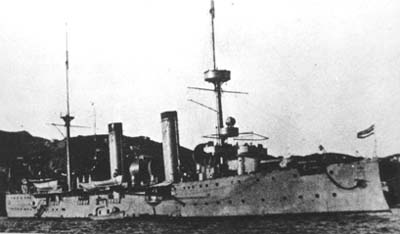
Бронепалубний крейсер «Хай Юнг».

Імператорський Китай у розвитку військово-морських сил приділяв головну увагу Бейянському флоту, який фінансувався за рахунок коштів північних провінцій країни. Керівництво флоту замовляло крейсери в Німеччині і Великій Британії, причому перевагу надавали британським суднобудівникам. Першими бронепалубними крейсерими китайського флоту стали 2 одиниці типу «Чао-Юн» (кит.: 超勇超勇), побудовані у Великій Британії і увійшли в дію у 1881 році. Дуже маленькі крейсери мали низьку швидкість і символічну броньову палубу. Помітно краще був броньований «Цзи-Юань» (кит.: 济远济远) німецького будування. Його швидкість теж відповідала крейсерским стандартам того часу. До складу флоту він увійшов в 1885 році. Британія, в свою чергу, поставила в 1887 році Китаю 2 крейсери типу «Чжиюань» (кит.: 致遠致遠).
Вже після закінчення японо-китайської війни компанія «Армстронг» отримала замовлення на 2 крейсери типу «Хай-Чи» (кит.: 海圻海圻). Типові «елсвикські» крейсери, швидкохідні і добре озброєні, вони поповнили флот в 1899 році і надовго стали найбільшими кораблями країни. Крім того, в Німеччині були замовлені 3 малих крейсери типу «Хай-Юн» (кит.: 海容海容). Всі вони були побудовані до 1898 році і прослужили у флоті дуже довго.

### Бронепалубні крейсери Сіаму
Ще одна країна Азії — Таїланд — отримала крейсер подібного класу британської будови — «Маха Чакрі». Крейсер ніколи не брав участь у бойових діях і в основному використовувався як королівська яхта. Мав броньову палубу, але був недостатньо озброєний (за проектом передбачалася установка шести 152-мм гармат).

## Бронепалубні крейсери в локальних війнах кінця XIX— початку XX століть

### Бронепалубні крейсери в японо-китайській війні

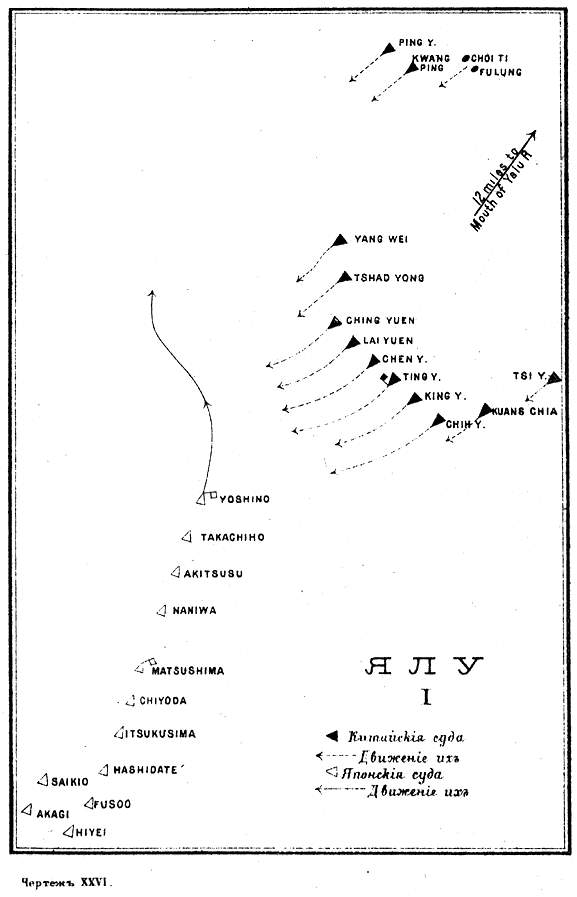
Битва при Ялу. Зав'язка бою.

На початок японо-китайської війни японський флот складався, головним чином, з бронепалубних крейсерів, які були основною ударною силою флоту. Кораблі інших класів мали другорядне значення. Для боротьби з китайськими броненосцями — ядром Бейянського флоту, спеціально призначалися крейсери типу «Мацусіма» з 320-мм гарматами. За рівнем організації та бойової підготовки японський флот мав помітну перевагу над китайським.
Вирішальний бій за панування на морі стався 17 вересня 1894 року у гирлі річки Ялу. Японський флот під командуванням віце-адмірала Іто налічував 7 бронепалубних крейсерів, 1 панцерний крейсер, 2 застарілих панцерних фрегати, 1 допоміжний крейсер і 1 канонерський човен. У складі китайського флоту, яким командував адмірал Дін, було 2 броненосця, 3 панцерних крейсери, 3 бронепалубних крейсери, 4 крейсери без броні, 2 канонерських човна і 2 міноносця.
Китайський командувач вишикував свої кораблі строєм фронту, який швидко перетворився на півмісяць, у центрі якого перебували броненосці. Японці вважали за краще битися в кильватерном строю, причому зі складу був виділений «летючий загін» під командуванням контр-адмірала Цубоя, що включав 4 найбільш швидкохідних бронепалубних крейсери.
Битва, що тривала більше 4 годин, носила характер перестрілки сторін на середніх і малих дистанціях. «Летючий загін» охопив противника з флангу і завдав йому серйозних втрат. Китайський флот майже відразу втратив управління і безладно відбивався від японських кораблів які кружляли навколо, причому 2 китайських крейсери самовільно залишили місце битви. Вирішальну роль в бою зіграла швидкострільна артилерія японських бронепалубних крейсерів. Саме її вогнем були потоплені 4 китайських крейсери. Особливо відзначився флагман «летючого загону» «Йосіно», який буквально засипав противника градом снарядів. Разом з тим, середьнокаліберна артилерія виявилася нездатною впоратися з китайськими броненосцями, незважаючи на величезну кількість влучаннь. Надії на 320-мм гармати крейсерів типу «Мацусіма» провалилися — за весь час бою 3 крейсери змогли випустити лише 13 важких снарядів і жодного разу не потрапили в ціль. У той же час виявилася і слабкість захисту бронепалубних крейсерів  одне лише попадання важкого снаряда в «Мацусіму» вивело крейсер з ладу, з величезними втратами в особовому складі.
Зважаючи на втрати китайський флот безладно відступив до своїх баз і надалі не намагався вести відкриту боротьбу, що зумовило результат війни. Битва при Ялу показала значення переваги швидкості в бою, роль швидкострільної артилерії, але продемонструвала також і важливість броньованого захисту.

### Бронепалубні крейсери в іспано-американській війні

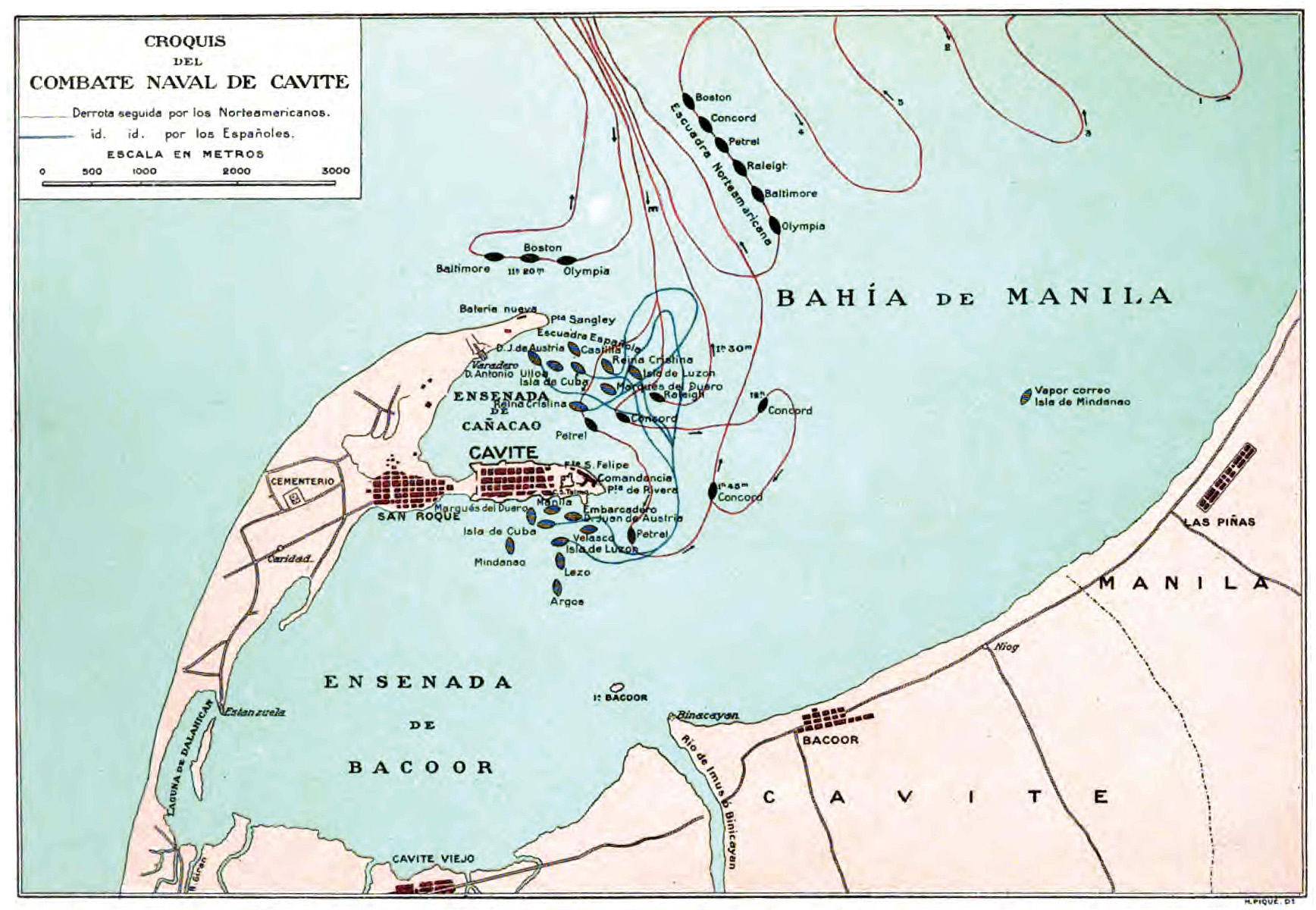
Схема битви у Кавіте 1 травня 1898 р.

Події іспано-американської війни розгорнулися, головним чином, в районі Куби і Філіппін — іспанських колоній, які американці мали намір відвоювати у супротивника. Якщо у берегів Куби з обох сторін діяли панцерники і панцерні крейсери, то в боротьбі за Філіппінські острови основну роль зіграли крейсери бронепалубні. Отримавши повідомлення про початок війни, американська ескадра під командуванням коммодора Д. Дьюї вирушила з Гонконгу до Манілі. До її складу входили 2 великих бронепалубних крейсери — «Олімпія» і «Балтімор», 2 середніх бронепалубних крейсери — «Релей» і «Бостон», а також канонерські човни «Петрел» і «Конкорд». Протистояла йому іспанська ескадра контр-адмірала П. Монтехо, яка включала 2 малих бронепалубних крейсери типу «Ісла де Лусон», 5 крейсерів без броні, причому один з них дерев'яний, 1 допоміжний крейсер і 3 канонерські човни.
Маючи формально чисельну перевагу і приблизно рівну водотоннажність, іспанська ескадра поступалася за всіма іншими статтями. Живучість іспанських кораблів була дуже низькою, артилерія застарілою, а бойова підготовка абсолютно незадовільною. Фактично, «Олімпія» і «Балтімор» були сильніше всього іспанського з'єднання.
Рано вранці 1 травня 1898 року ескадра Дьюї з'явилася в бухті Кавіте, де перебував супротивник. Вступивши в бій, американці швидко домоглися вирішального успіху. Іспанці вели себе пасивно, лише флагманський крейсер спробував атакувати супротивника, але був швидко виведений з ладу. Курсуючи галсами перед супротивником, американці завдавали йому тяжкої шкоди вогнем своєї артилерії. Відповідна стрільба була малоефективною>.
Через 1,5 години після початку бою, Дьюї, отримавши спотворене повідомлення про нестачу боєприпасів, відійшов на захід, давши можливість командам поснідати. Розібравшись з непорозумінням, американська ескадра повернулася в бухту Кавіте і добила залишки іспанської ескадри, а також придушила берегові батареї. Таким чином, бій завершився повною перемогою флоту США з незначними втратами, але співвідношення сил було настільки нерівним, що ніяких серйозних висновків про боєздатності бронепалубних крейсерів зробити було неможливо.

### Бронепалубні крейсери в російсько-японській війні

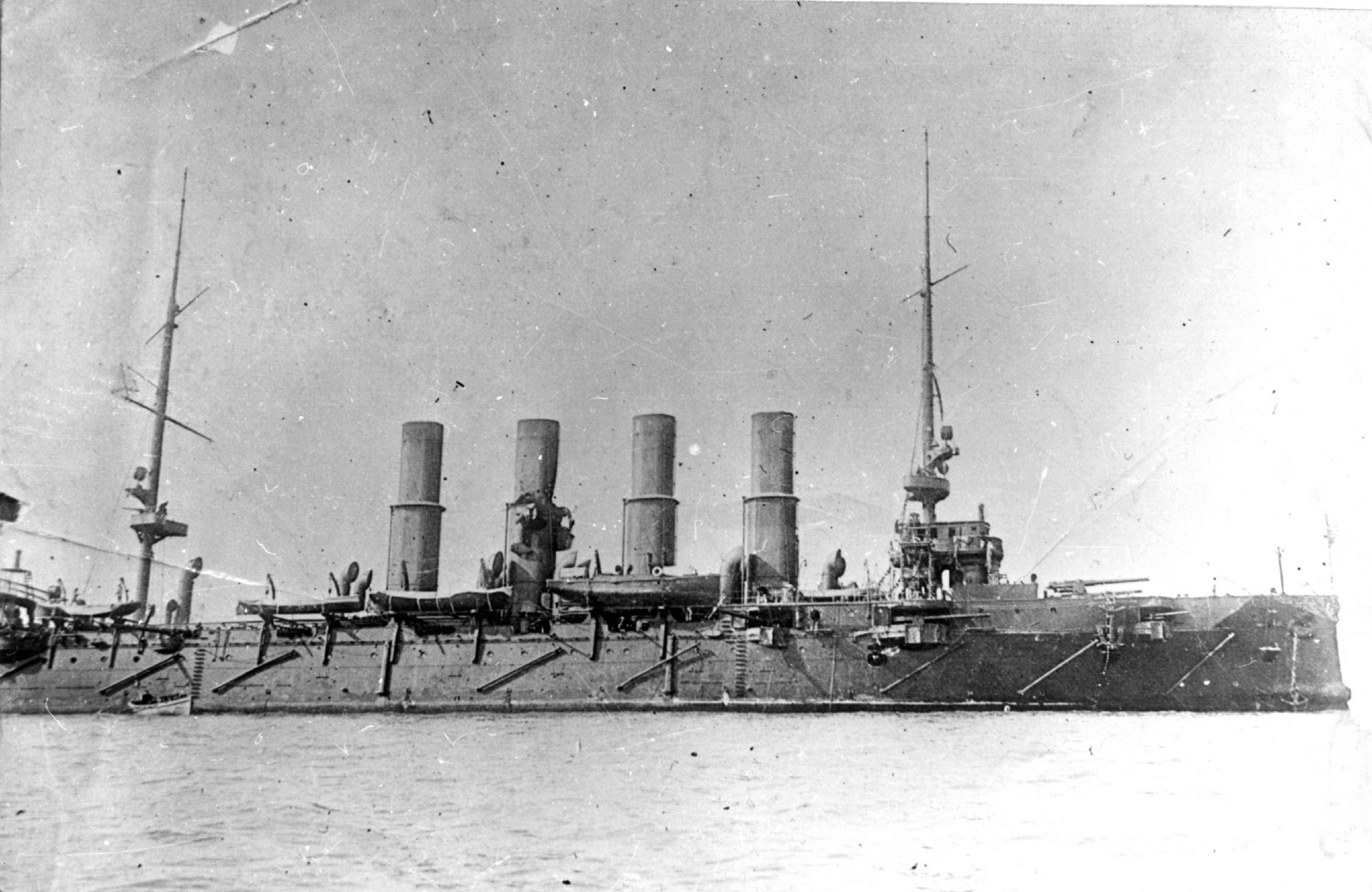
Бронепалубний крейсер «Варяг» після бою у Чемульпо.

На початку російсько-японської війни, японському флоту протистояла, з боку Росії, Перша Тихоокеанська ескадра, що включала в себе, з числа великих кораблів, 7 панцерників, 4 панцерних крейсери, 5 бронепалубних крейсерів 1-го рангу і 2 бронепалубних крейсери 2-го рангу. Японський флот мав 6 панцерників, 6 панцерних крейсерів і 12 бронепалубних крейсерів. Хоча основною ударною силою обох флотів були панцерні кораблі, бронепалубні крейсери також взяли активну і помітну участь у бойових діях.
Вже в першу добу війни, серед постраждалих від японських атак російських кораблів, виявилися бронепалубні крейсери. В ніч на 27 січня 1904 року був пошкоджений торпедою крейсер «Паллада», який стояв, в числі інших кораблів ескадри на зовнішньому рейді Порт-Артура. Вдень 27 січня 1904 року ескадра контр-адмірала Уріу, яка складалася з 2 панцерних і 4 бронепалубних крейсерів, а також 1 авізо і 8 міноносців, присікла спробу прориву з порту Чемульпо російських бронепалубного крейсери «Варяг» і канонерського човна «Кореєць», що перебували там в якості стаціонеров. В ході бою при Чемульпо «Варяг» отримав багато ушкоджень, у тому числі підводних пробоїн, більша частина артилерії вийшла з ладу, величезні втрати поніс особовий склад. Незважаючи на те, що броньова палуба жодного разу не була пробита, і крейсер зберігав хід, «Варяг» практично втратив боєздатність і був затоплений на рейді Чемульпо. Противник в ході бою ніяких втрат не зазнав. 29 січня 1904 року був втрачений крейсер «Боярин». Підірвавшись на руській міні, він явно передчасно був залишений екіпажем і, в кінцевому рахунку, затонув. Крім того, 2 травня 1904 року бронепалубний крейсер «Богатир», який перебував у складі Владивостоцького загону  потрапив в навігаційну аварію і вибув з ладу до кінця війни<.

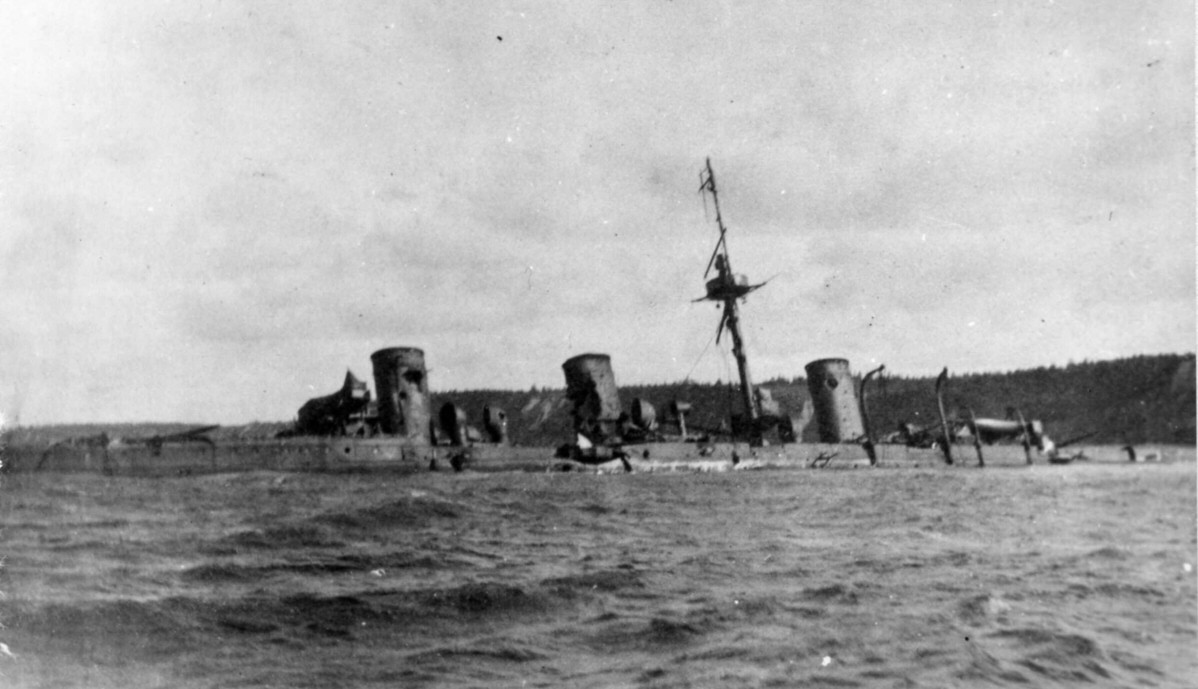
Бронепалубний крейсер «Новик», затоплений поблизу Корсаківського посту.

У ході бойових дій у Порт-Артура найбільшу активність з боку російських бронепалубних крейсерів виявляли «Новик» і «Аскольд», які неодноразово вступали в перестрілки з японськими кораблями. З японських бронепалубних крейсерів енергійно й корисно діяв 3-й загін крейсерів, який складався з найбільш швидкохідних японських кораблів цього класу — «Йосіно», «Такасаго», «Касагі», «Чітосе». Вони дуже активно використовувалися для розвідки і наведення головних сил. Інші бронепалубні крейсери японське командування застосовувало обережно, вважаючи їх занадто слабкими і тихохідними.
У спробі прориву 1-ї Тихоокеанської ескадри з Порт-Артура 28 липня 1904 року, крім інших кораблів, брали участь чотири бронепалубні крейсери: «Аскольд», «Новік», «Діана» і «Паллада». В самому бою головних сил крейсери взяли лише обмежену участь, ненадовго потрапивши під вогонь японських панцерників. Після виходу з ладу флагмана і стихійного повороту ескадри до Порт-Артуру, командир загону крейсерів контр-адмірал Рейценштейн, який тримав свій прапор на «Аскольді», вирішив прорватися до Владивостока силами лише одного свого загону. Фактично за флагманом пішов лише «Новик», «Діана» і «Паллада» незабаром відстали. Незважаючи на інтенсивний вогонь противника, крейсери зуміли прорватися, користуючись своєю перевагою в швидкості.

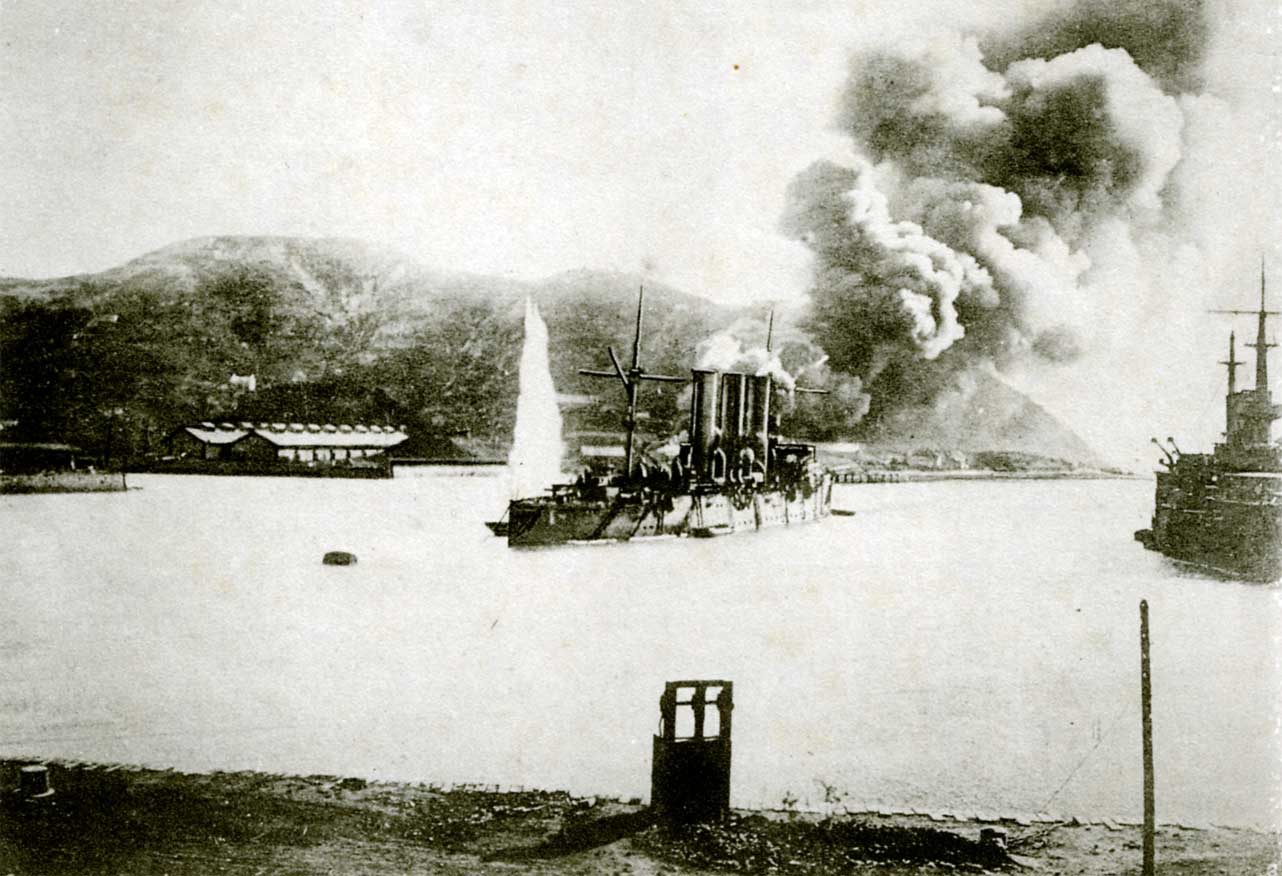
Бронепалубний крейсер «Паллада» під вогнем японської облогової артилерії в Порт-Артурі.

Надалі, після прориву, крейсери розійшлися. «Аскольд» в ході бою отримав ряд серйозних ушкоджень, у тому числі підводних, незважаючи на цілісність броньової палуби, і зайшов у Шанхай для виправлення пошкоджень. Тут він був блокований переважаючими силами японців і 11 серпня 1904 року роззброївся. Командир «Новика» Шульц вирішив прорватися до Владивостока кружним шляхом, обійшовши Японію зі сходу. Успішно здійснивши перехід, «Новик» зайшов в пост Корсаковський на острові Сахалін для поповнення запасів вугілля. 7 серпня 1904 року його наздогнав бронепалубний крейсер «Цусіма» і вступив з ним у бій. Отримавши серйозні пошкодження «Новик» був змушений вийти з бою, а після отримання даних радіоперехоплення про присутність в цьому районі інших японських кораблів, командир віддав перевагу затопити крейсер на мілководді.
Крейсер «Діана» в ході денного бою 28 липня 1904 року отримав підводне пошкодження. Командир крейсери князь Лівен вирішив іти в Сайгон, куди він прибув 8 серпня 1904 року. Проте Японія зробила сильний дипломатичний тиск на Францію, в результаті чого крейсер був змушений роззброїтися 29 серпня 1904 року. «Паллада», яка повернулася в Порт-Артур, в числі інших кораблів Першої Тихоокеанської ескадри потрапила під обстріл важкої облогової артилерії японців на фінальному етапі оборони фортеці. 24 листопада 1904 року, крейсер, який отримав важкі ушкодження від 280-мм снарядів японських гаубиць, ліг на ґрунт Західного басейну Порт-Артурскої гавані.
Японський флот в ході боротьби за Порт-Артур втратив два бронепалубних крейсери. 15 травня 1904 року «Йосіно» був протаранений в тумані японським броненосним крейсером «Касуга» і затонув. «Такасаго» підірвався на російській міні 12 грудня 1904 року і затонув на наступний день.

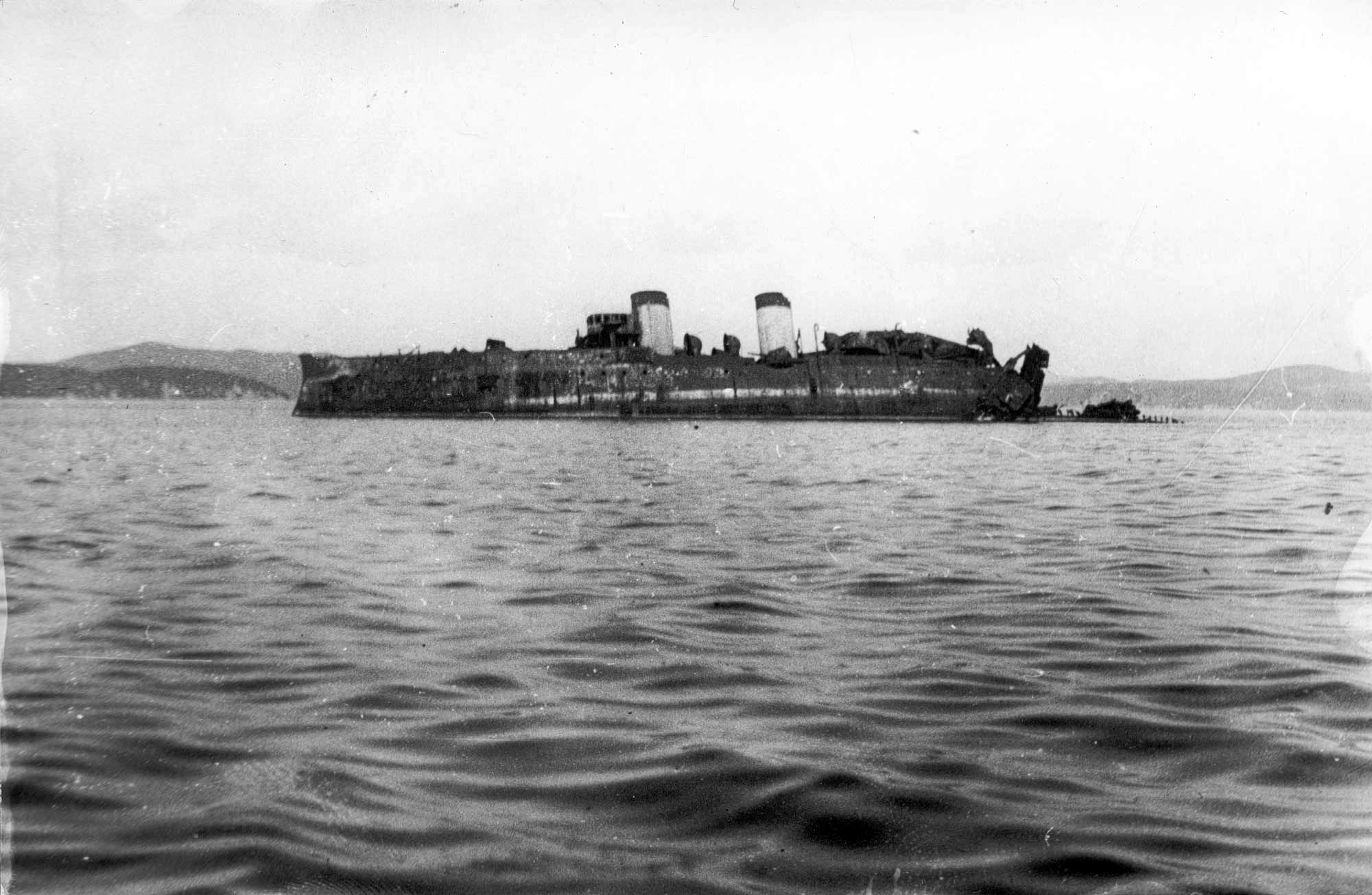
Остов бронепалубного крейсери «Ізумруд» в бухті Володимира.

До складу Другої Тихоокеанської ескадри входило 5 панцерних крейсерів. «Олег» та «Аврора» були включені до Крейсерського загону, яким командував контр-адмірал Енквіст. До складу Розвідувального загону відносилися «Світлана», «Жемчуг» та «Ізумруд», а командував розвідниками командир «Світлани» капітан I рангу Шеїн. Командуючий ескадрою віце-адмірал З. П. Рожественський тримав крейсери біля головних сил, майже не використовуючи їх для розвідки. Перед началом Цусимської битви 14 травня 1905року командуючий наказав «Жемчугу» та «Ізумруду» бути біля панцерників, а іншим крейсерим охороняти транспорти.
В ході денного бою 14 травня 1905 року російські крейсери відбивали атаки переважаючих японських сил, але за винятком «Світлани» важких ушкоджень не отримали. У японських крейсерів особливо тяжких ушкоджень також не було, хоча «Наніва» і «Касагі» тимчасово виходили з бою. З настанням ночі російські сили розділилися. Пошкоджена «Світлана» намагалася самостійно прорватися до Владивостока, але вранці 15 травня 1905 року була перехоплена двома японськими бронепалубними крейсерими і міноносцем. Після нерівного бою біля острова Дажелет російський крейсер отримав важкі пошкодження і вичерпав боєзапас головного калібру. У зв'язку з цим командир крейсери наказав затопити корабель. Сам він при цьому загинув, як і значна частина команди. Крейсер «Ізумруд» перебував разом із залишками російської ескадри вранці 15 травня 1905 року. Коли контр-адмірал Небогатов наказав своїм кораблям здатися, командир «Ізумруду» барон Ферзен відмовився його виконати і прорвався через кільце оточення. Однак через мінну небезпеку та брак палива крейсер пішов не у Владивосток, а в затоку Володимира, де в тумані налетів на кам'яну гряду. Неясність обстановки і нервове напруження призвели Ферзена до вирішення підірвати крейсер. Крейсерський загін Енквіста у складі «Олега», «Аврори» і «Жемчуга» протягом ночі неодноразово намагався рухатимуться в бік Владивостока, але кожен раз повертав, побоюючись японських міноносців. Втративши головні сили, крейсери вирушили спочатку в Шанхай, потім змінили курс на Манілу, куди прибули 20 травня 1905 року і були інтерновані.

## Останні бронепалубні крейсери

### Бронепалубні крейсери Великої Британії

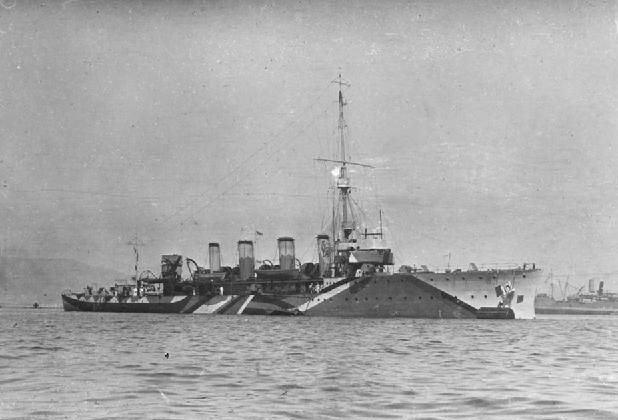
Крейсер-скаут «Едвенчур».

Побудувавши до початку XX століття безліч бронепалубних крейсерів, британці переконалися, що в 1900-х роках вони, в силу своєї тихохідності, виявилися непридатні для виконання найважливішого тактичного завдання — ведення розвідки при ескадрі. З'явилася потреба у новому різновиді крейсерів, які стали іменуватися у Королівському флоті крейсерими-скаутами. На них покладалися завдання ведення розвідки, лідирування есмінців і боротьби з легкими силами противника. Оскільки вважалося, що театром майбутніх військових дій стане Північне море, показники дальності і мореплавства не вважалися критично важливими.

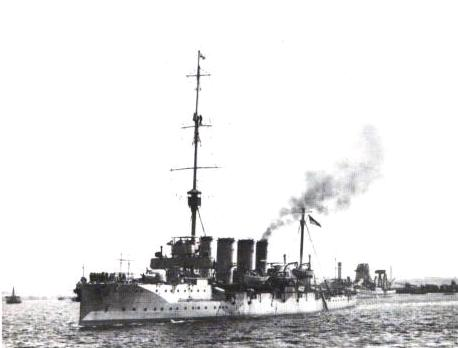
Бронепалубний крейсер «Брістоль».

У спробі виробити хороший проект дослідним шляхом, Адміралтейство видало замовлення на перші 8 скаутів чотирьом різним фірмам, по 2 одиниці кожної. Задавалися лише самі загальні вимоги, в іншому проектувальникам надавалася свобода. В результаті флот отримав 4 пари досить різних крейсерів. Захист скаутів типів «Едвенчур» і «Сентінел» забезпечувався лише броньованою палубою, типи «Форвард» і «Патфайндер» отримали ще і бортовий пояс. Абсолютно різними були корпусні конструкції. В іншому крейсери були схожі — швидкість 25 вузлів і вкрай слабке озброєння з 76-мм гармат. Вся вісімка увійшла в дію в 1905 році.
Незадоволені експериментом, моряки вважали за краще замовляти такі скаути одному виробнику, але до успіху це не привело. У 1909—1910 роках флот поповнила пара скаутів типу «Бодицея». Незважаючи на застосування парових турбін, швидкість не підвищилася, озброєння, яке складалося тепер з 102-мм гармат, все одно залишалося дуже слабким, а захист, який включав лише тонку броньову палубу, був чисто символічним. Трохи краще виявилася і наступна пара типу «Блонд», побудована в 1910—1911 роках. Останніми бронепалубними крейсерими Британської будови стали 3 скаута типу «Ектів», поставлені в 1911—1913 роках і які також виявилися невдалими.
Зазнавши провал зі скаутами, реформатори Королівського флоту, на чолі з Джоном Фішером, планували взагалі відмовитися від розвитку малих крейсерів і передати їх функції великим есмінцям. Але таке рішення залишало протяжні комунікації Британської імперії без захисту від швидкохідних рейдерів противника. Тому було вирішено створити підклас океанського скаута. Першими такими крейсерими стали 5 одиниць типу «Брістоль», що увійшли в дію в 1910 році. Маючи водотоннажність близько 5000 тонн, вони оснащувалися паровими турбінами, розвивали швидкість 25 вузлів. А їх озброєння являло собою комбінацію 102-мм і 152-мм гармат. Їх захист, обмежений броньовою палубою, залишалася слабким і пробивався навіть осколками. У 1911—1912 роках флот поповнили 4 крейсери типу «Веймут». Водотоннажність крейсерів зросла, в порівнянні з попередниками, швидкість і захист залишилися на колишньому рівні, але озброєння тепер було однорідним і складалося з 152-мм гармат. На цьому розвиток британських бронепалубних крейсерів закінчився і Королівський флот почав розвивати клас легких крейсерів, захищених броньовим поясом. До їх числа були віднесені також і типи «Брістоль» і «Веймут».

### Бронепалубні крейсери Німеччини

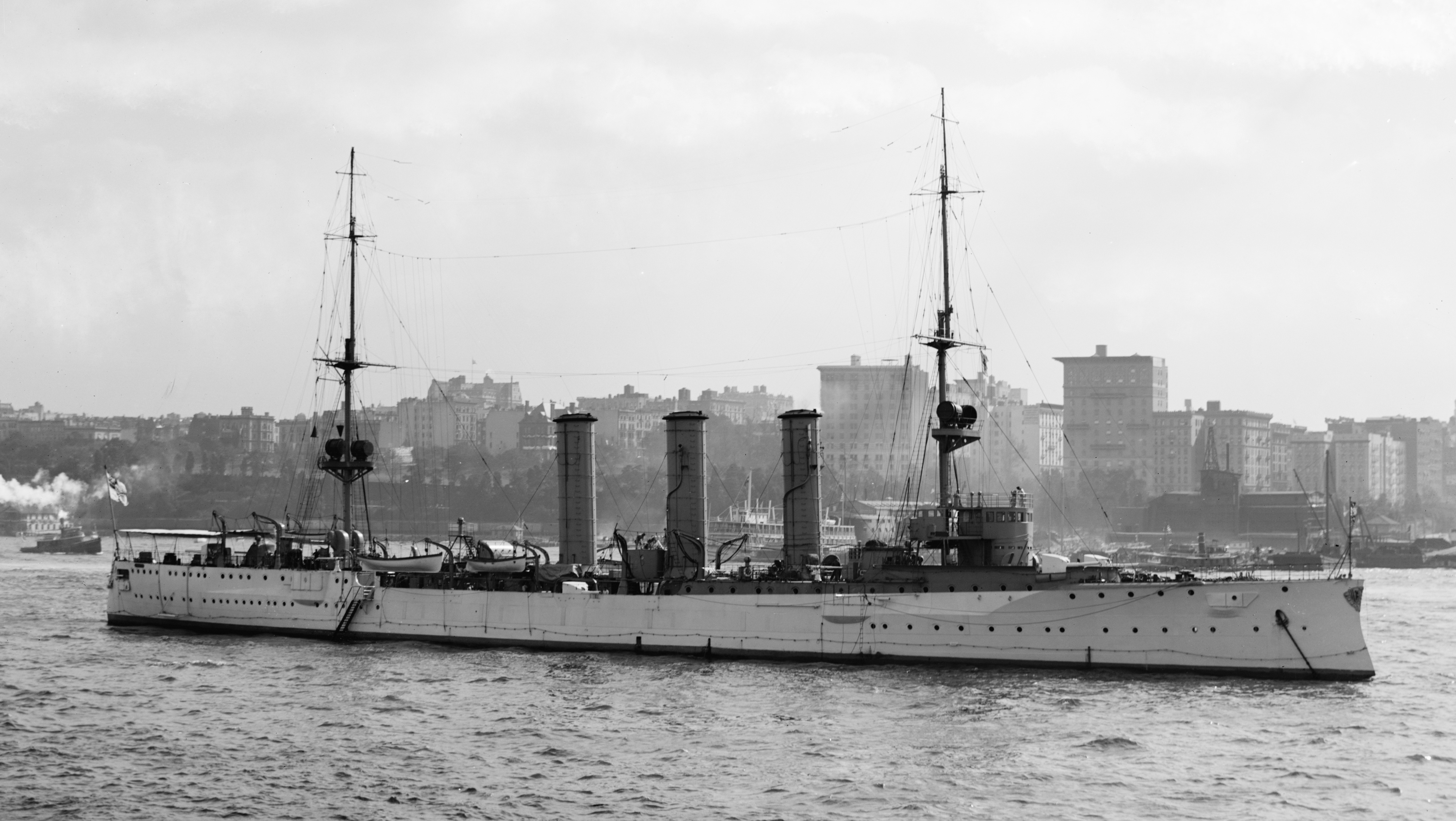
Бронепалубний крейсер «Дрезден».

Для розвитку германських бронепалубних крейсерів передвоєнних років було характерно поступове зростання розмірів і поліпшення характеристик. Німці прагнули створити універсальний малий крейсер, який з однаковим успіхом міг би і вести розвідку при ескадрі і діяти на комунікаціях. Прагнення до збільшення швидкості призвело до появи типу «Кенігсберг» (нім. Königsberg), 4 одиниці якого увійшли в дію в 1907—1908 роках. На цьому типі німецькі суднобудівники продовжили свої експерименти — «Штеттін», на відміну від інших трьох крейсерів отримав замість парових машин турбіни і виявився на 1 вузол швидкохідншіим. Ще більш великими та швидкохідними виявилися 2 крейсери типу «Дрезден» (нім. Dresden), причому парові турбіни мав лише головний корабель. Обидва поповнили флот в 1908 — 1909 роках.
Останніми німецькими бронепалубними крейсерими стали 4 одиниці типу «Кольберг» (нім. Kolberg), добудовані у 1909—1911 роках. Тепер вже всі крейсери були оснащені турбінами, розвивали швидкість близько 27 вузлів, а водотоннажність знову зросла. Після цього німецький флот віддав перевагу розвитку класу повноцінних легких крейсерів з броньовим поясом. Слід зауважити, що до 1915 року всі малі крейсери Німеччини оснащувалися 105-мм гарматами головного калібру і це дуже дорого обійшлося німецьким морякам в перший рік Першої світової війни.

### Бронепалубні крейсери інших країн

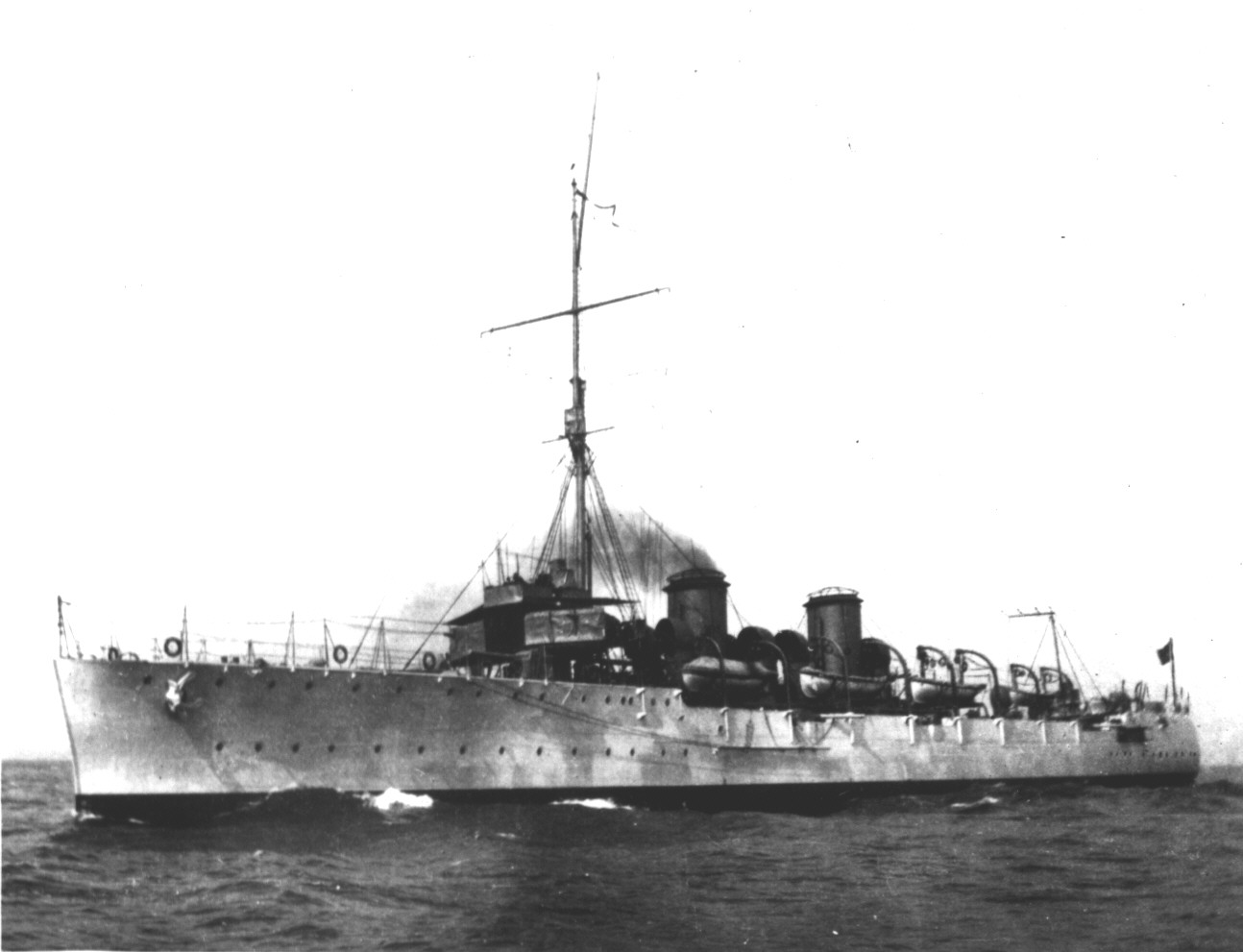
Бронепалубний крейсер «Байя».

Російський флот перед Першою світовою війною волів розвивати тип великого легкого крейсери, що втілився в проект «Світлана» і мав повноцінне бортове бронювання. Однак для Сибірської флотилії в Німеччині, в 1913 році, були замовлені два бронепалубних крейсери типу «Муравйов-Амурський». Після початку військових дій німці конфіскували ці кораблі і ввели їх до складу свого флоту як тип «Піллау».

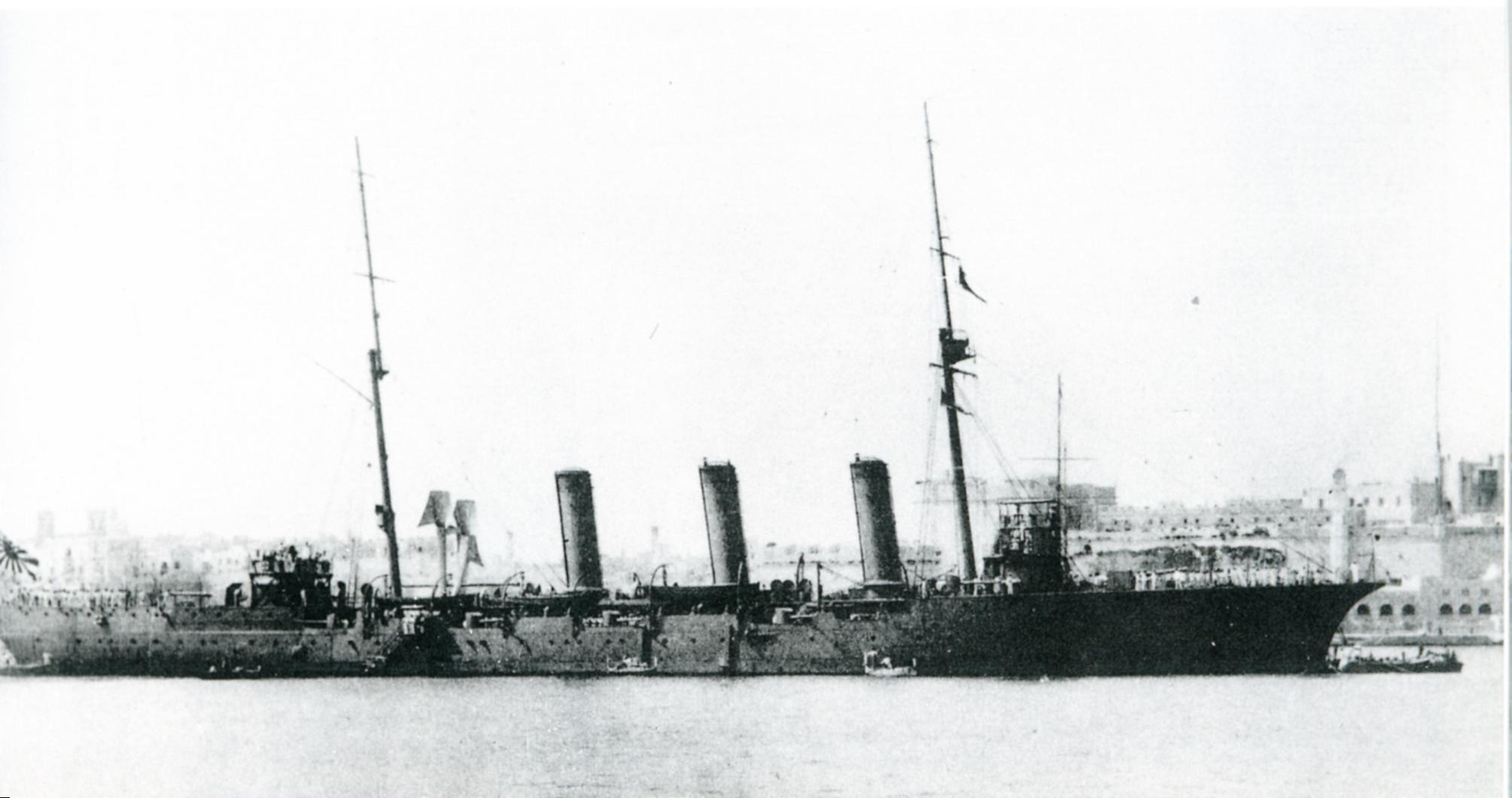
«Тоне» в 1911 році

У Японії з'явився перший самостійно розроблений проект бронепалубного крейсери — «Тоне». На крейсер були встановлені дві парові машини сумарною потужністю 15 000 к. с. «Тоне» став останнім крейсером який будувався в Японії, оснащений паровими машинами.
Італійці спробували повторити британський досвід зі скаутами. «Куарто», який увійшов у стрій в 1913 році, був слабо озброєний, слабо захищений, зате його швидкість перевищила 28 вузлів. У 1914 році італійський флот поповнили два бронепалубних крейсери типу «Ніно Біксіо», більш великих, менш швидкохідних і настільки ж погано озброєних і захищених. В італійському флоті вони і вважалися скаутами (італ. esploratori).
У Китаї в 1910 році була прийнята велика програма будівництва потужного флоту. Революція 1911 року і наступні за нею потрясіння не дозволили реалізувати ці плани, але із замовлених за кордоном трьох бронепалубних крейсерів, два — «Чао-Хо» та «Ін-Суей» увійшли до складу флоту в 1911 — 1912 роках. Невеликі і слабо озброєні кораблі мали низьку швидкість ходу і обмежені бойові можливості. Третій із замовлених крейсерів — «Фей-Хун», вдалося продати Греції, у флот якої він потрапив в 1914 році під назвою «Елі».
Два бронепалубних крейсери типу «Байя» (порт. Bahia), побудованих у Великій Британії, в 1910 році отримав бразильський флот. Не відрізняючись особливою бойовою міццю, вони показали себе прекрасними ходоками, розвинувши на випробуваннях 27 вузлів.
Останніми бронепалубними крейсерими в історії повинні були стати французькі «ескадренні розвідники» (фр. Éclaireur d’escadre). Не маючи до 1914 року жодного сучасного крейсери, французькі моряки дуже потребували швидкохідні кораблі. Проект «Ламотт-Піке» (фр. Lamotte Picquet) вийшов неоднозначним. Озброєння з 8 138-мм гармат не являло собою нічого особливого, бронювання було вкрай слабким, і лише швидкість 29 вузлів перебувала на рівні вимог. Втім, навіть у такому вигляді крейсери, яких планувалося побудувати 10 одиниць, стали б у прирікі французькому флоту, але початок Першої світової війни не дозволив навіть закласти їх.

## Бронепалубні крейсери у Першій світовій війні
До початку Першої світової війни бронепалубні крейсери вважалися вже застарілим класом кораблів. Тим не менш, в більшості країн — учасниць війни саме вони складали основу крейсерських сил. Всього в складі флотів налічувалося 144 бронепалубних крейсери різних типів, ще понад 60 бронепалубних крейсерів були перекласифіковані в різні допоміжні судна як застарілі.
| Бронепалубні крейсери флотів Першої світової війни            |                 |                 |                  |        |       |     |                   |         |        |
| Клас крейсерів                                                | Австро-Угорщина | Велика Британія | Німецька імперія | Італія | Росія | США | Османська імперія | Франція | Японія |
| Турбінні бронепалубні крейсери                                | 0               | 10              | 7                | 0      | 0     | 0   | 0                 | 0       | 0      |
| Бронепалубні крейсери з паровими машинами                     | 5               | 25              | 26               | 9      | 8     | 16  | 2                 | 13      | 10     |
| Бронепалубні крейсери-скаути                                  | 0               | 11              | 0                | 3      | 0     | 0   | 0                 | 0       | 0      |
| Застарілі бронепалубні крейсери, які пройшли перекласифікацію | 2               | 40              | 13               | 3      | 0     | 0   | 0                 | 0       | 5      |

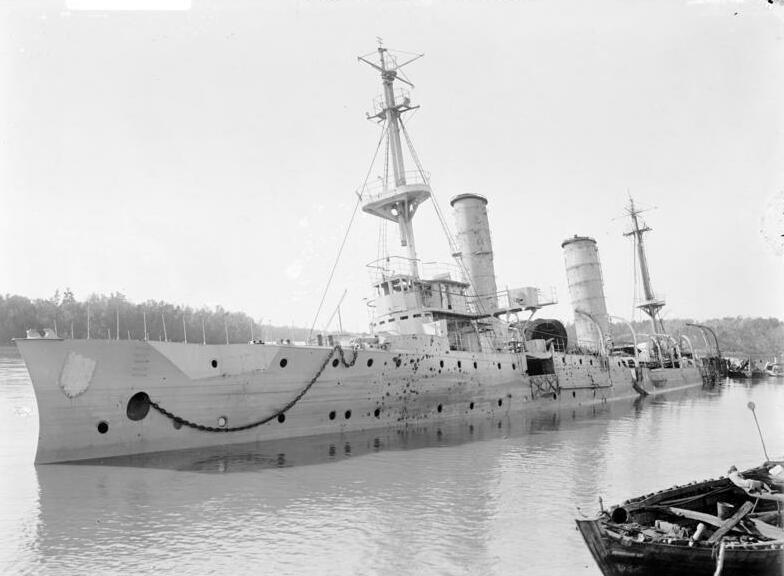
«Кенігсберг», напівзатоплений в руслі річки Руфіджі. Липень 1915 р.

В перший період військових дій командування німецького флоту намагалося вести проти судноплавства Антанти крейсерську війну і тримало на комунікаціях противника ескадру адмірала Шпеє, а також кілька поодиноких крейсерів — загалом 2 панцерних, 5 бронепалубніх і 1 легкий крейсер. З числа бронепалубних крейсерів найбільш відзначився «Емден», який завдав істотної шкоди британській морській торгівлі в Індійському океані і потопив російський бронепалубний крейсер «Жемчуг». «Емден», у свою чергу, був знищений австралійським легким крейсером «Сідней». «Лейпциг», «Нюрнберг» і «Дрезден» входили до складу ескадри Шпеє і взяли участь у Коронельскому бою, зокрема, «Нюрнберг» добив важко пошкоджений британський панцерний крейсер «Монмут». «Лейпциг» і «Нюрнберг» загинули в бою біля Фолклендських островів, у нерівній сутичці з британськими панцерними крейсерими, «Дрезден» став жертвою британських крейсерів пізніше, коли він був захоплений зненацька і потоплений практично без опору. «Кенігсберг», який діяв в Індійському океані, домігся лише одного суттєвого успіху, потопивши британський бронепалубний крейсер «Пегасус», а потім переховувався в руслі африканської річки Руфіджі, де протримався до липня 1915 року, прикувавши до себе значні британські сили. В цілому, незважаючи на окремі успіхи, домогтися дезорганізації морських перевезень противника німецьким крейсерим не вдалося і ця роль перейшла до підводних човнів.
Ще три бронепалубних крейсери німецький флот втратив у ході набігу британців на Гельголандську бухту. «Майнц», «Кельн» і «Аріадне» загинули в нерівному бою, причому два останніх під вогнем британських лінійних крейсерів, яким вони зовсім не могли протистояти. У перших битвах виявилася слабкість озброєння малих німецьких крейсерів. Їх 105-міліметрові гармати виявилися занадто легкою зброєю і німці регулярно потрапляли у важкі ситуації при зустрічі з британськими крейсерими, озброєними 152-міліметровою артилерією. Тому з 1915 року починається переозброєння уцілілих крейсерів на гармати калібру 150 мм.
Австро-угорський флот з самого початку війни тримався дуже обережно, оскільки його противники володіли помітною перевагою на морі. Ще більше погіршилося становище зі вступом у війну Італії. Активність австро-угорських кораблів обмежувалася набіговими операціями і обстрілами узбережжя, до яких залучалися, в основному, сучасні кораблі. Бронепалубні крейсери використовувались обмежено. Тим не менш, один бронепалубний крейсер флот двоєдиної монархії втратив. Ним став «Зента», який 16 серпня 1914 року зіткнувся з головними силами французького флоту і був потоплений після хороброго, але безнадійного опору.

## Загальна оцінка класу крейсерів бронепалубних
Поява класу бронепалубних крейсерів спочатку була результатом компромісу між потребою в потужних бойових одиницях і необхідністю мати багато крейсерів. Оснастити всі кораблі повноцінним захистом у вигляді комбінації броньового пояса і броньової палуби було неможливо з економічних міркувань. З урахуванням скромних характеристик парових машин і невисокої якості тогочасної броні, такі крейсери виходили занадто великими і дорогими. Тому був обраний середній шлях забезпечення прийнятної бойової живучості за помірну ціну.
Поки артилерія залишалася не швидкострільною, а снаряди начинялись димним порохом, вважалося, що бронепалубні крейсери в цілому відповідають своїм завданням. Лише будівництво великих бронепалубних крейсерів визнавалося явною помилкою. Морські битви японо-китайської і іспано-американської воєн, які проходили за участю бронепалубних крейсерів, в умовах явної переваги однієї зі сторін, здавалося б, підтверджували бойову ефективність цього типу. Зовсім інший бойовий досвід дала російсько-японська війна, в якій зіткнулися два супротивника з рівними силами. Застосування швидкострільної артилерії, яка стріляла бризантними снарядами, призводило до тяжких пошкоджень і втрати боєздатності бронепалубними крейсерими, навіть без пробиття броньової палуби і її скосів.
На відмову від подальшого розвитку бронепалубных крейсерів вплинули й інші обставини. На початку XX століття стали доступні два важливих технологічних нововведення — парові турбіни і високоміцна броня. Турбіни, які володіли помітно кращими характеристиками питомої і агрегатної потужності, дозволили різко підняти енергоозброєність кораблів, а нова цементована броня з легуючими добавками забезпечувала солідний рівень захисту при помірній вазі. Хоча перші турбінні крейсери за інерцією залишалися бронепалубними, конструктори досить швидко прийшли до створення нового класу — легких крейсерів, після початку будівництва яких, закладка бронепалубних кораблів втратила сенс.

### Загальні
- Боевые корабли мира: Крейсера [Архівовано 20 серпня 2011 у WebCite]
- К истории военного кораблестроения [Архівовано 20 серпня 2011 у WebCite]

### За типами кораблів
- Крейсери «Жемчуг» і «Ізумруд» [Архівовано 6 квітня 2018 у Wayback Machine.]
- Крейсери типу «Жемчуг» [Архівовано 6 квітня 2018 у Wayback Machine.]
- Крейсери «Діана», «Паллада», «Аврора» [Архівовано 6 квітня 2018 у Wayback Machine.]
- Крейсер «Аврора» [Архівовано 30 березня 2018 у Wayback Machine.]
- Крейсер «Новик» [Архівовано 6 квітня 2018 у Wayback Machine.]
- Крейсер «Боярин» [Архівовано 22 березня 2018 у Wayback Machine.]
- Крейсер «Аскольд» [Архівовано 5 квітня 2018 у Wayback Machine.]
- Крейсер «Аскольд» (М-К) [Архівовано 30 березня 2018 у Wayback Machine.]
- Крейсер «Варяг» [Архівовано 5 квітня 2018 у Wayback Machine.]
- Крейсер «Олег» [Архівовано 3 квітня 2018 у Wayback Machine.]
- Крейсер «Очаків» [Архівовано 11 квітня 2018 у Wayback Machine.]
- Крейсери типу «Рейна Рехенте» [Архівовано 6 квітня 2018 у Wayback Machine.]